# 北千住站

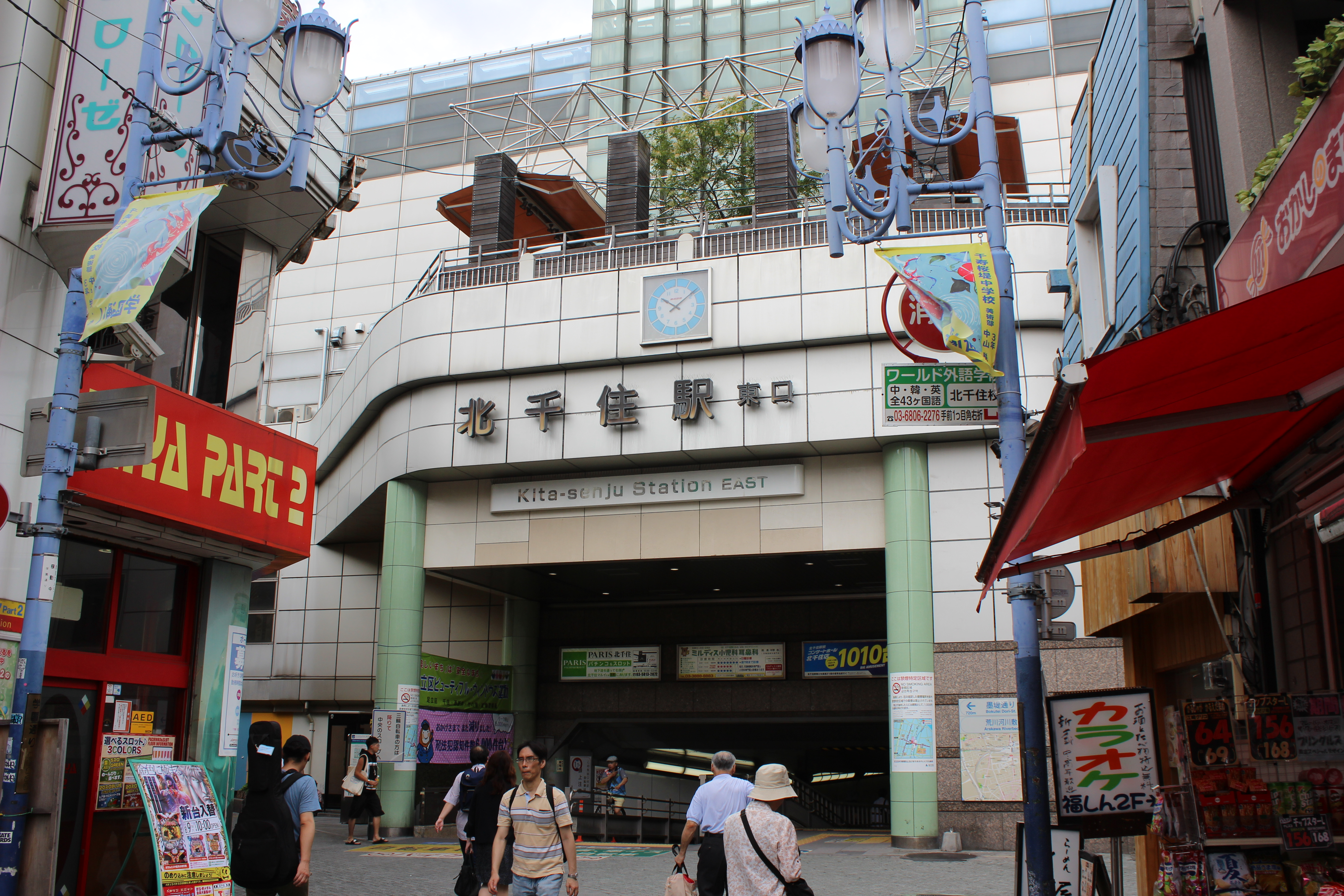
東口（2016年8月）

北千住站（日语：／ Kita-senju eki */?）是位於日本東京都足立區千住旭町與千住二丁目，屬於東日本旅客鐵道（JR東日本）、東京地下鐵、東武鐵道和首都圈新都市鐵道的鐵道車站。

## 概要
本站位於東京23區東北部，以及足立區西南部的千住地區中央，過去是江戶時代日光街道宿場町千住宿。「北千住」指千住內隅田川北側的北組和中組，不是正式的行政地名。本站有4公司5路線停靠，除JR特急以外的全旅客列車皆停靠本站。各線之間的轉乘客非常多。
此站作為足立區最大的鐵路總站，交通極為便利。2000年以後車站周邊開始進行再開發，並興建多座大型商業設施與大學，同時完成站前廣場的整建。而摩天大樓與高層公寓的興起使得此地年輕人口急速增加。預計2020年將完成高110公尺的千住THE TOWE。2015年至2019年連續獲得「不為人知的好地方排名」第1位，2017年擠進「想居住的地區排名」第8位，2018年爬升至第2位。

## 历史

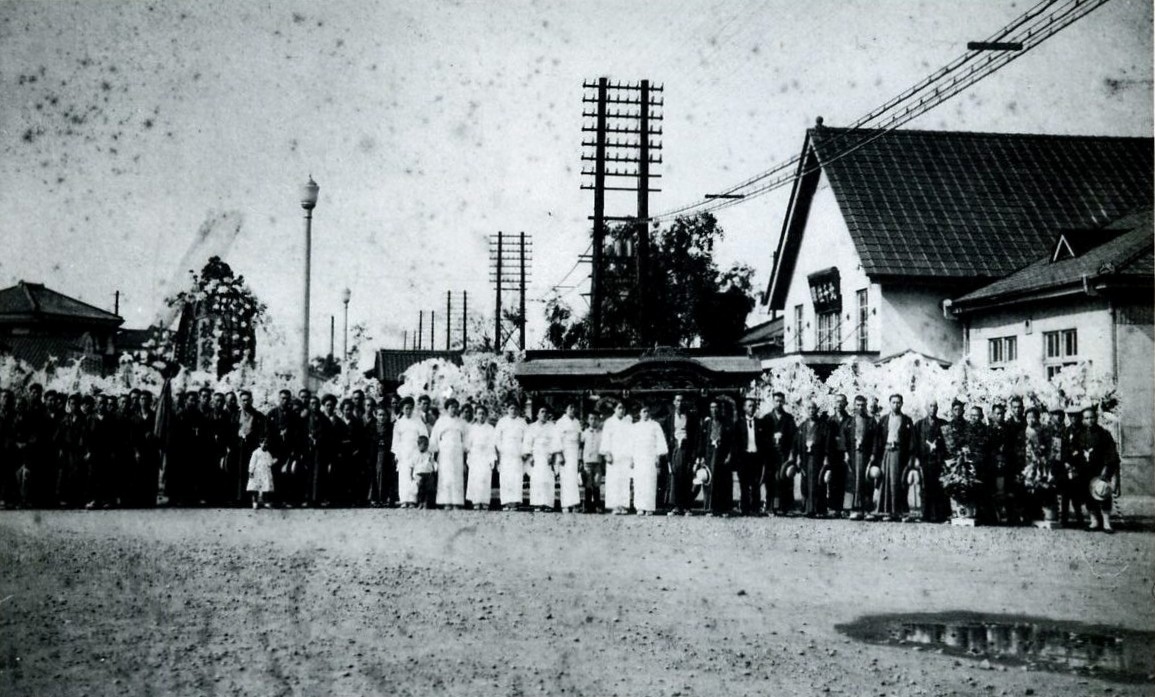
北千住站前的送葬隊伍（1932年6月）

北千住站在1896年（明治29年）12月25日以日本鐵道土浦線車站開業。3年後的1899年（明治32年）8月27日，東武鐵道首條路線伊勢崎線的本站 - 久喜站區間通車，成為為轉乘站。日本鐵道在1906年（明治39年）11月1日國有化，1909年（明治42年）改稱常磐線。
1962年（昭和37年）5月31日，營團地下鐵日比谷線車站開業，並於本站與東武伊勢崎線直通運轉。直通運轉後的東武伊勢崎線乘車人數大幅上升，取得伊勢崎線總站地位。接著在1969年（昭和44年）12月20日，營團地下鐵千代田線車站開業，本站成為4路線交會的轉乘站。
當時，尖峰時刻站內擠滿了大量轉乘客，本站運量已可與山手線主要車站比擬。尤其東武伊勢崎線、營團地下鐵日比谷線月台，轉乘與待車的隊列動線互相交雜，連移動都十分困難。由於光靠拓寬月台無法完全消化人潮，1992年（平成4年）起開始進行大型改良工程，1996年（平成8年）7月23日起淺草方向系統月台與日比谷線系統月台分隔為不同樓層。
另一方面，本站周邊已是密集開發區，土地高度利用成為當地課題。為了更新都市機能，1987年（昭和62年）訂立西口的市區再開發事業。之後在2004年（平成16年）2月，千住MILDIX開幕。而西口站前交通廣場則設置空中行人步道，拓寬站前廣場，提升交通結點的機能。2005年（平成17年）8月24日，首都圈新都市鐵道筑波快線車站開業，本站成為5路線交會的轉乘站。
2008年（平成20年），東口擬定都市計劃，2012年（平成24年）東京電機大學東京千住校區開校。對此，本站東口也導入副名電大口。2013年（平成25年）東口站前交通廣場完工，巴士路線隨之開通。

### 年表
- 1896年（明治29年）12月25日：日本鐵道（現在的常磐線）開設車站。
- 1899年（明治32年）8月27日：東武鐵道的北千住站開業。
- 1906年（明治39年）11月1日：日本鐵道國有化（日语：鉄道国有法）。
- 1909年（明治42年）10月12日：制定路線名稱，本站屬常磐線。
- 1949年（昭和24年）6月1日：日本國有鐵道成立。
- 1962年（昭和37年）
  - 3月30日：東武北千住站月台改為2面6線。
  - 5月31日：帝都高速度交通營團（營團地下鐵）日比谷線的北千住站開業。
- 1969年（昭和44年）12月20日：營團地下鐵千代田線的北千住站開業。
- 1972年（昭和47年）2月2日：開設旅行中心。
- 1985年（昭和60年）
  - 3月14日：國鐵改點，全普通列車停車。
  - 3月28日：車站大樓「北千住WITH」（現LUMINE北千住）開幕。
- 1987年（昭和62年）4月1日：國鐵分割民營化，常磐線由JR東日本繼承。
- 1992年（平成4年）4月：東武伊勢崎線、營團地下鐵日比谷線車站改善工程動工[1]。
- 1996年（平成8年）
  - 7月23日：東武伊勢崎線、營團地下鐵日比谷線的3樓2面2線臨時月台啟用[1][2]。南側增設營團地下鐵千代田線連絡通道。1樓月台、2樓大廳、3樓月台之間設置22座電扶梯。
  - 10月1日：東武伊勢崎線1樓上行月台、下行月台至2樓大廳各設置一座電扶梯，東武伊勢崎線1樓下行月台至營團地下鐵千代田線地下通道設置一座電扶梯。
  - 12月11日：東武伊勢崎線、營團地下鐵日比谷線3樓月台改為2面3線。2樓大廳至3樓下行月台設置一座電扶梯。
- 1997年（平成9年）3月25日：東武伊勢崎線、營團地下鐵日比谷線的車站改善工事全面完成[1][3]。1樓月台改為2面4線。
  - 東武伊勢崎線1樓下行月台新設特急專用月台。收費特急、急行全列車停車。
- 2001年（平成13年）11月18日：JR東日本IC卡「Suica」啟用。
- 2004年（平成16年）4月1日：營團地下鐵民營化，日比谷線、千代田線由東京地下鐵繼承，引入車站編號H 21和C 18。
- 2005年（平成17年）8月24日：首都圈新都市鐵道筑波快線北千住站開業。JR、東武南剪票口與JR、東武、東京地下鐵（千代田線）仲町方向出口啟用。
- 2008年（平成20年）3月15日：小田急浪漫特快開始與千代田線直通運轉。
- 2010年（平成22年）12月1日：東武鐵道車站導入發車音樂。
- 2012年（平成24年）
  - 3月17日：伊勢崎線引入車站編號TS 09。
  - 4月：東口啟用副名稱電大口。
- 2015年（平成27年）3月14日：上野東京線通車，JR東日本改點，本站成為常磐線特別快速與我孫子站起訖的臨時特急「踊子」停靠站。
- 2016年（平成28年）10月1日：常磐快速線引入車站編號JJ 05。
- 2020年（令和2年）：預定日比谷線的車站編號改為H 22。

## 車站構造
JR東日本、東京地下鐵、東武鐵道剪票口各自獨立，但地下付費區共通。僅首都圈新都市鐵道站區完全獨立。
但是，自動驗票閘門對應的乘車券有所差異。東京地下鐵管轄的東京地下鐵千代田線剪票口可使用東京地下鐵、JR、東武乘車券，然而JR東日本管轄的剪票口只能使用JR乘車券，東武鐵道管轄剪票口只能使用東武、東京地下鐵乘車券，不過所有剪票口都可使用IC卡。
| 位置           | 公司                         | 閘內       | 備註                   |
| -------------- | ---------------------------- | ---------- | ---------------------- |
| 西側高架       | 首都圈新都市鐵道             | 專用       |                        |
| 西側地面       | JR東日本（快速線）           | 事實上共通 |                        |
| 地下           | 東京地下鐵（千代田線）       | 事實上共通 | 車費以JR計算（緩行線） |
| 東側地面、高架 | 東武、東京地下鐵（日比谷線） | 事實上共通 |                        |

由於有同業者路線分散在不同地方的關係，地面付費區（JR、東武、東京地下鐵）與地下付費區之間沒有中間剪票口。過去曾有中間剪票窗口，之後關閉，但驗票閘門直到2014年3月才撤除。另外，地下付費區往東武線、東京地下鐵日比谷線的連絡通道之間也曾設置有人中間剪票口，之後同樣撤除。
| 剪票口名稱                          | 乘車券發售業者 （管轄公司）         | 備註                                             |
| ----------------------------------- | ----------------------------------- | ------------------------------------------------ |
| 千住警察署方向                      | JR、東京地下鐵、東武 （東京地下鐵） | JR售票機僅能使用IC卡 東武鐵道售票機不能使用IC卡  |
| 西口站前廣場方向                    | JR、東京地下鐵、東武 （東京地下鐵） | JR售票機僅能使用IC卡 東武鐵道售票機不能使用IC卡  |
| 千住MILDIX方向                      | JR、東京地下鐵、東武 （東京地下鐵） | 東武鐵道乘車券在東京地下鐵售票機販售             |
| （JR東日本）北                      | JR （JR東日本）                     | 不發售綾瀨站以前的乘車券。（須在東京地下鐵購入） |
| 車站大樓（LUMINE）方向 （IC卡專用） | JR （JR東日本）                     | 不發售綾瀨站以前的乘車券。（須在東京地下鐵購入） |
| （JR東日本）南                      | JR （JR東日本）                     | 不發售綾瀨站以前的乘車券。（須在東京地下鐵購入） |
| （東武）北                          | 東武、東京地下鐵 （東武）           | 東京地下鐵不能使用IC卡                           |
| （東武）中央                        | 東武、東京地下鐵 （東武）           | 東京地下鐵不能使用IC卡                           |
| （東武）南                          | 東武、東京地下鐵 （東武）           | 東京地下鐵不能使用IC卡                           |

擁有地上站房的JR、東武·日比谷線、筑波快線在南北兩側皆有剪票口。北剪票口有稱作西口、東口（電大口）的出入口，2005年8月新設的南剪票口則有仲町出口。仲町出口側設有前往地面層、千代田線剪票口層的電梯。北剪票口大廳東側是東武站房，西側是JR站房。筑波快線剪票口在JR、東武線之間。
以東武、東京地下鐵樓層為基準，B2層為千代田線（JR常磐緩行線）月台，B1層是千代田線（JR常磐緩行線）剪票口、大廳層，1樓是JR常磐快速線與東武伊勢崎線月台，2樓是JR、筑波快線、東武、日比谷線剪票口、大廳層，3樓是日比谷線月台。JR、首都圈新都市鐵道樓層基準與LUMINE相同，2樓是JR常磐快速線月台，3樓是剪票口、大廳，4樓是筑波快線月台。
全部路線皆為平行，剪票口除了千代田線剪票口以外皆是並列，從地上剪票口層轉乘較為便利。僅千代田線月台、剪票口位於地下。另外，月台也非連續編號，而是由各公司自行編制。
依照本站構造，使用IC卡至大手町站與表參道站，由於是採最短距離計費，無論是搭乘千代田線或是搭乘東武線、半藏門線都沒區別。同樣地，本站前往中野站，無論搭乘東西線或是JR線都是相同車資。

### JR東日本
本站為側式月台1面1線與島式月台1面2線，共2面3線的地面車站。上下線之間設有1條上下行共用待避線，也就是所謂的「國鐵式」待避線。2號與3號線為島式月台。原則上下行列車停靠1號線，上行列車則停靠3號線，但需在本站待避時上下行皆使用2號線。早晨尖峰時刻上行方向不需待避的快速電車（取手、成田始發）也停靠2號線。
本站為跨站式站房。地面的JR剪票口設有自動售票機，依據東日本旅客鐵道株式會社旅客營業規則第2編第1章第16條之5規定，不發售綾瀨站以前的乘車券，須在千代田線購入。但是在本站購入140日圓JR乘車券進站搭乘也可在綾瀨站下車。
常磐線各站停車直通地下鐵千代田線列車要在地下月台2號線搭乘，可利用月台的上野側樓梯前往，不須通過剪票口，但地下月台至綾瀨站為止屬於東京地下鐵設施。

#### 月台配置
| 月台 | 路線           | 方向 | 目的地                                      | 備註               |
| ---- | -------------- | ---- | ------------------------------------------- | ------------------ |
| 1    | 常磐線（快速） | 下行 | 松戶、柏、成田、取手、土浦、水戶方向        |                    |
| 2    | 常磐線（快速） | 下行 | 松戶、柏、成田、取手、土浦、水戶方向        | 主要供待避車輛使用 |
| 2    | 常磐線（快速） | 上行 | 日暮里、上野、東京、品川方向 （上野東京線） | 主要供待避車輛使用 |
| 3    | 常磐線（快速） | 上行 | 日暮里、上野、東京、品川方向 （上野東京線） |                    |

（來源：JR東日本:車站構內圖（页面存档备份，存于））
- 平日早晨7～8點的上行電車、快速電車使用2號月台，中距離列車使3號月台。該時段往東京、品川的上野東京線都是快速電車，因此皆停靠2號月台。
- 1980年代後半至1990年代前半，特急「常陸」、「超級常陸」（日语：ひたち (列車)）一日最多有5班往返（現在「常陸」、「常盤」皆不停靠。但也有例外，如2013年秋天日暮里站月台進行拓寬工程時，該站的特急「超級常陸」、「FRESH常陸」改為停靠本站。）。現在停站的特急只有2015年3月21日起每週末運行的「踊子」。
- 平成時代JR增設月台，導致3號月台與東武重複，之後東武重新編號。
- 3號線與東武車站之間保有用地可增設一條線路。

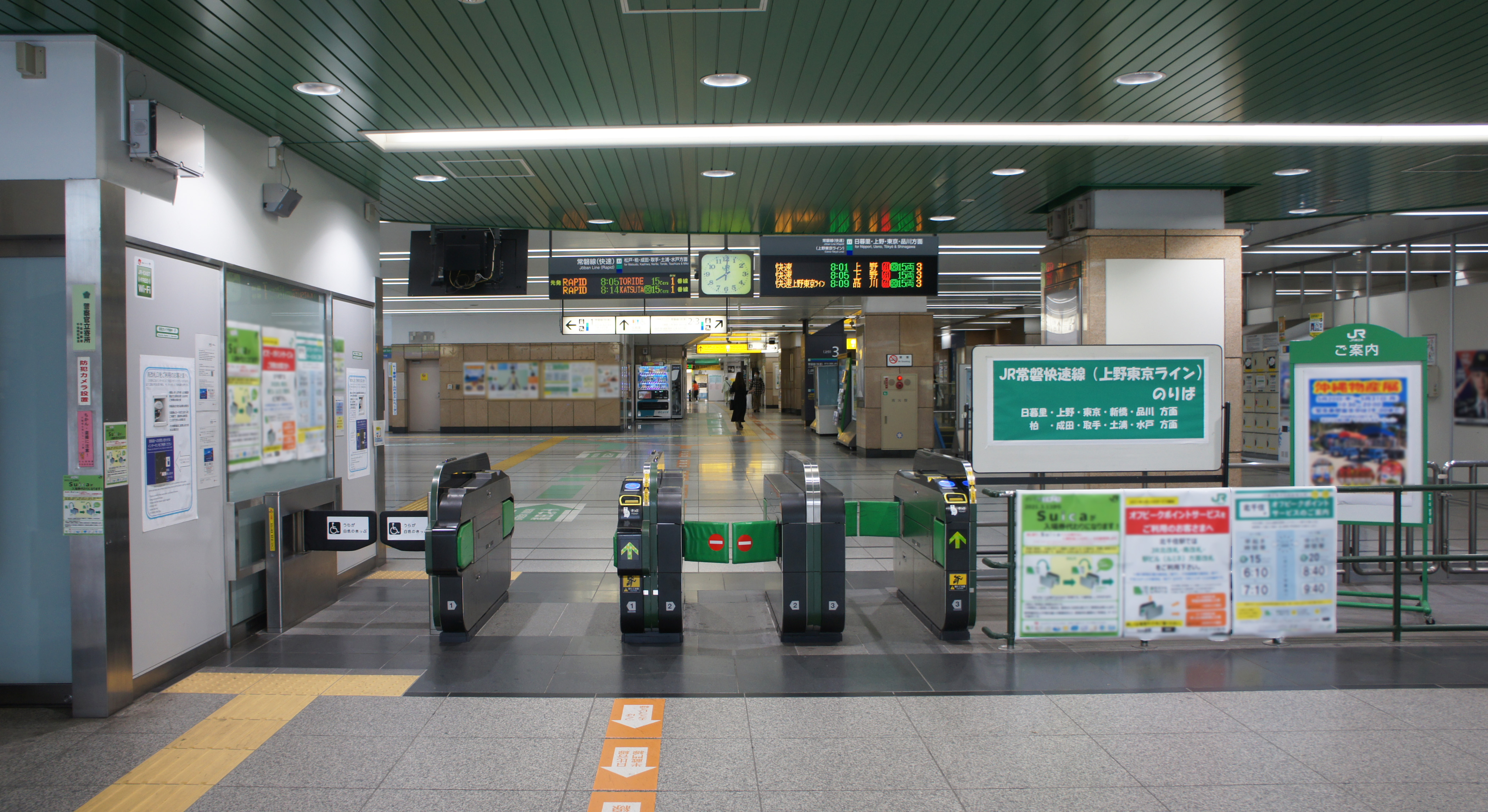
南驗票閘口（2021年5月）
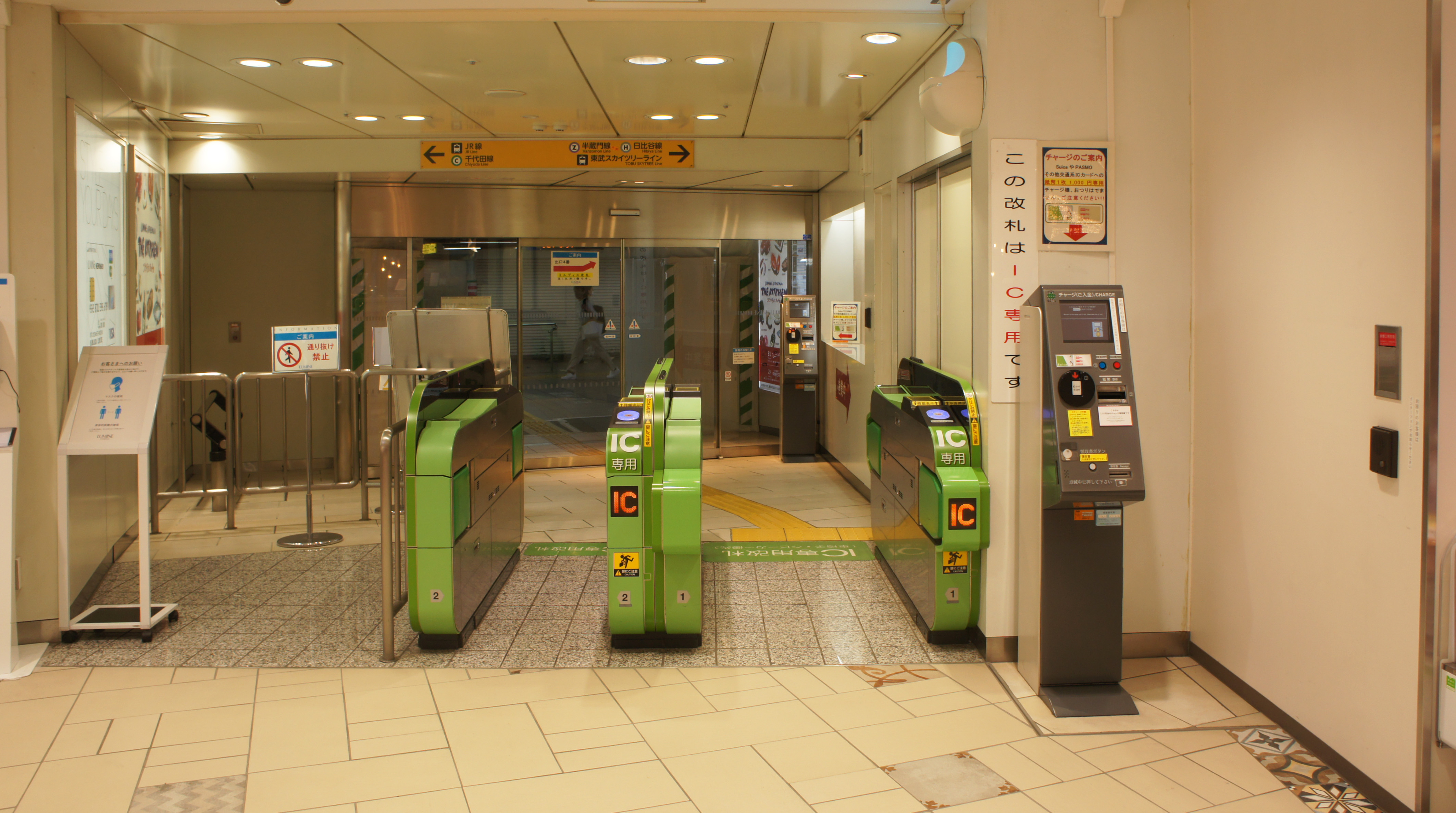
JR與東京地下鐵往LUMINE方向的驗票閘口（2021年5月）
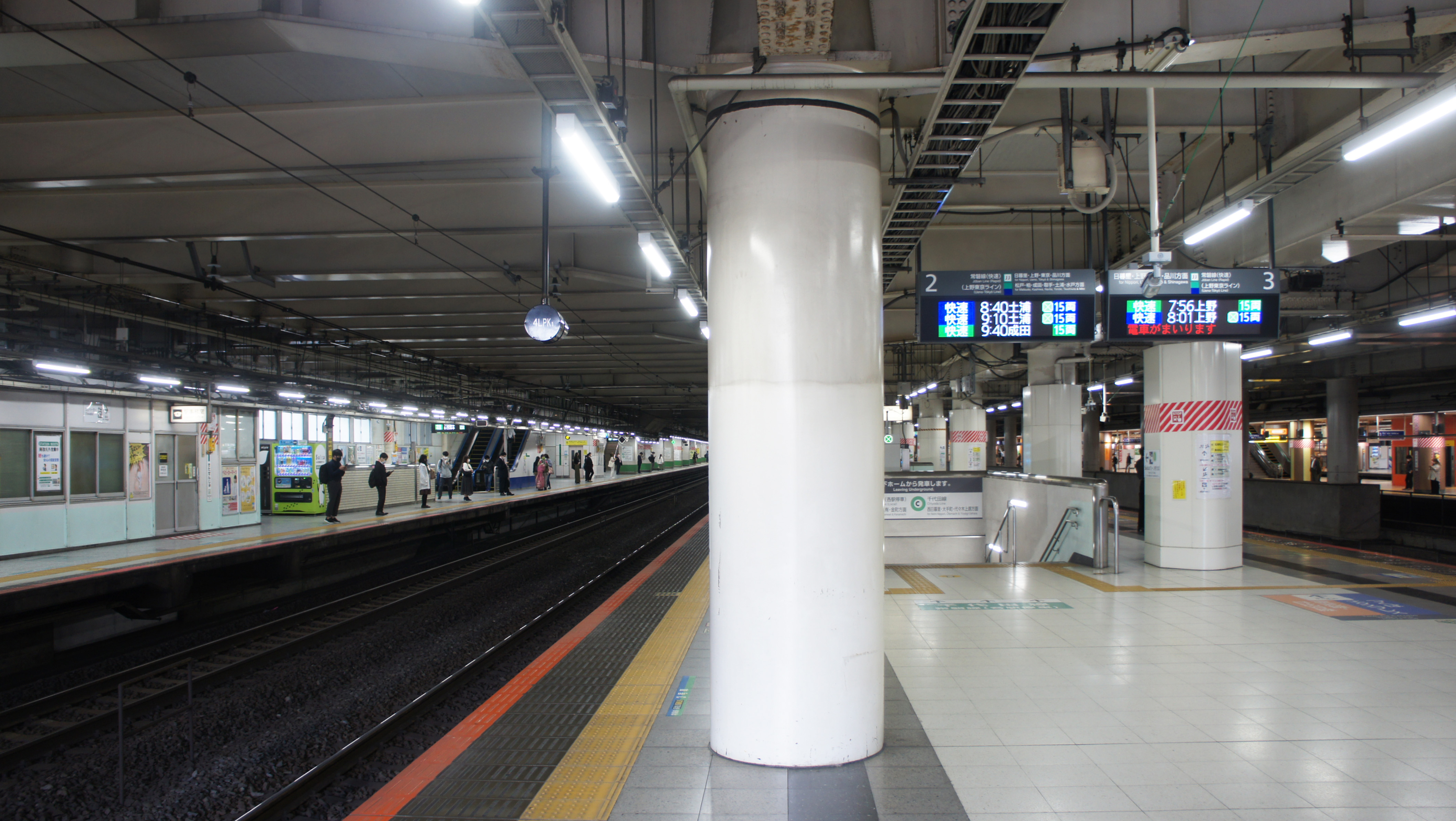
1號至3號月台（2021年5月）

### 東京地下鐵 千代田線
本站為島式月台1面2線的地下車站，在首都圏新都市鐵道開業之前是足立區内唯一的地下車站。本站至綾瀨站間嚴格上來說屬於東京地下鐵路線，但在運費計算上屬於雙重區間，可視為JR常磐線快速和各站停車的轉乘站。因此在首都圈IC卡相互利用服務開始前，本站驗票閘門就可使用Suica與西日本旅客鐵道（JR西日本）發行的ICOCA等。
自動售票機也發售可至取手站的550日圓JR乘車券與東武乘車券。僅丸井、LUMINE直通剪票口發售可至成田線東我孫子站的500圓乘車券與140圓乘車券。千住MILDIX剪票口沒有東武鐵道售票機，但東京地下鐵售票機可購入東武鐵道單獨乘車券。其他的剪票口都有設置東武鐵道售票機，但售票機無法使用IC卡。
JR乘車券售票機與東京地下鐵線、東武線售票機分別設置，但無法儲值IC卡（千住MILDIX剪票口可/東京地下鐵機器可）。千住MILDIX剪票口沒有自動精算機，須在有人剪票口處理。
JR線上野、日暮里、三河島方向至本站轉乘前往綾瀨站時，不會計算JR、東京地下鐵間的跨線轉乘費用。要前往北綾瀨站時，運費計算方式為JR線乘車站至綾瀨站運費+綾瀨、北綾瀨間的東京地下鐵170圓（IC卡為165圓）。但由於從本站前往也是170圓（IC卡為165圓），因此若是前述運費較高時，可以從本站先行出站再重新入站。
本站至綾瀨站間為特殊區間，因此不適用東京地下鐵的起跳價（乘車券170圓、IC卡165圓），而是採用JR東日本電車特定區間的起跳價140圓、IC卡133圓。若僅搭乘此區間是被視為搭乘東京地下鐵，乘車券也在東京地下鐵售票機發售，JR售票處也有公告須在千代田線售票處購票。僅有轉乘首都圈新都市鐵道時需要站外轉乘，可透過仲町口前往南口剪票口，不須走到室外。該出口亦設有連通南口剪票口層的電梯。
平日早晨尖峰時刻的1號線月台人潮非常擁擠，特別是常磐線各站停車班次帶來的大量人潮。但由於有少數幾班是綾瀨始發的電車，人潮較少，車站廣播會在該班次進站時鼓勵乘客搭乘。另外，該時段1號線月台的列車資訊顯示器將「綾瀨發」以紅色表示（與始發列車相同）。時刻表上也特別標駐綾瀨始發的班次（三角）。在平日早晨尖峰時刻最擁擠的時段，本站與下一站町屋站會在發車蜂鳴器響完後直接關閉車門。
本站是站務管區所在站，管理北千住站務管區北千住地域、南千住地域、新御茶之水地域。

#### 月台配置
| 月台 | 路線     | 目的地                                 |
| ---- | -------- | -------------------------------------- |
| 1    | 千代田線 | 大手町、代代木上原、伊勢原、唐木田方向 |
| 2    | 千代田線 | 綾瀨、龜有、金町、我孫子、取手方向     |

（來源：東京地下鐵:車站構內圖（页面存档备份，存于））
- 無論始發車或末班車，以本站為終點站的列車停靠A線（代代木上原方向），以本站始發的班次在B線（綾瀨方向）發車。本站曾是第一期開業區間的起點，町屋方向有A線轉B線的單向橫渡線。
- B線列車由於時間調整與常磐快速線末班車接續的關係，有時停靠時間會長達數分鐘。
- 浪漫特快部分班次以本站為起訖站。雖然會經由綾瀨站前往綾瀨檢車區，但本站至綾瀨站區間不提供載客服務。本站月台亦設有特急券售票機。
- 2015年7月更新站名板時，因製作公司將「千」誤寫為「干」，曾暫時貼上「千」字貼紙應急，同年8月中才改為正確看板[7][8]。

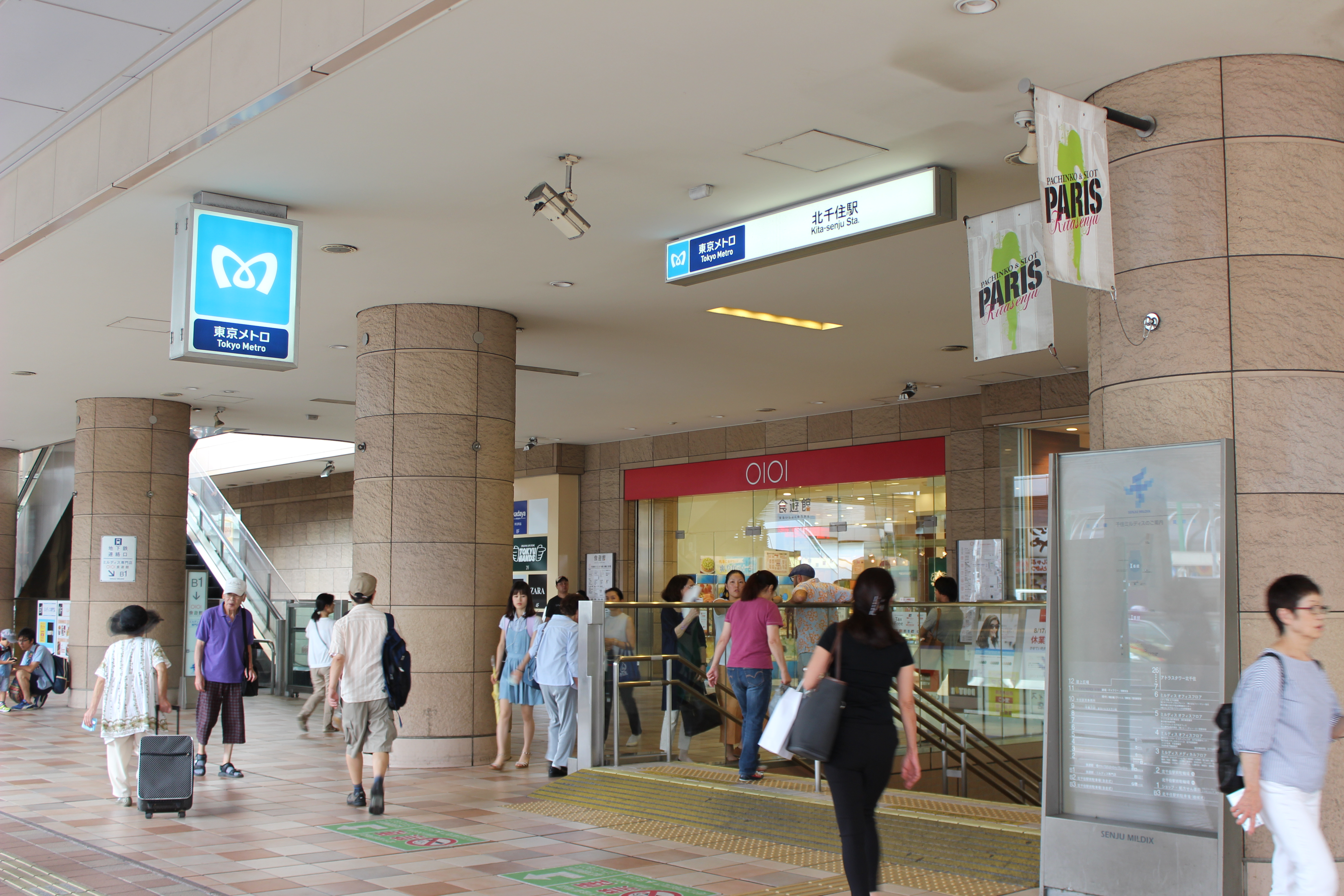
東京地下鐵的地上出口（2016年8月）
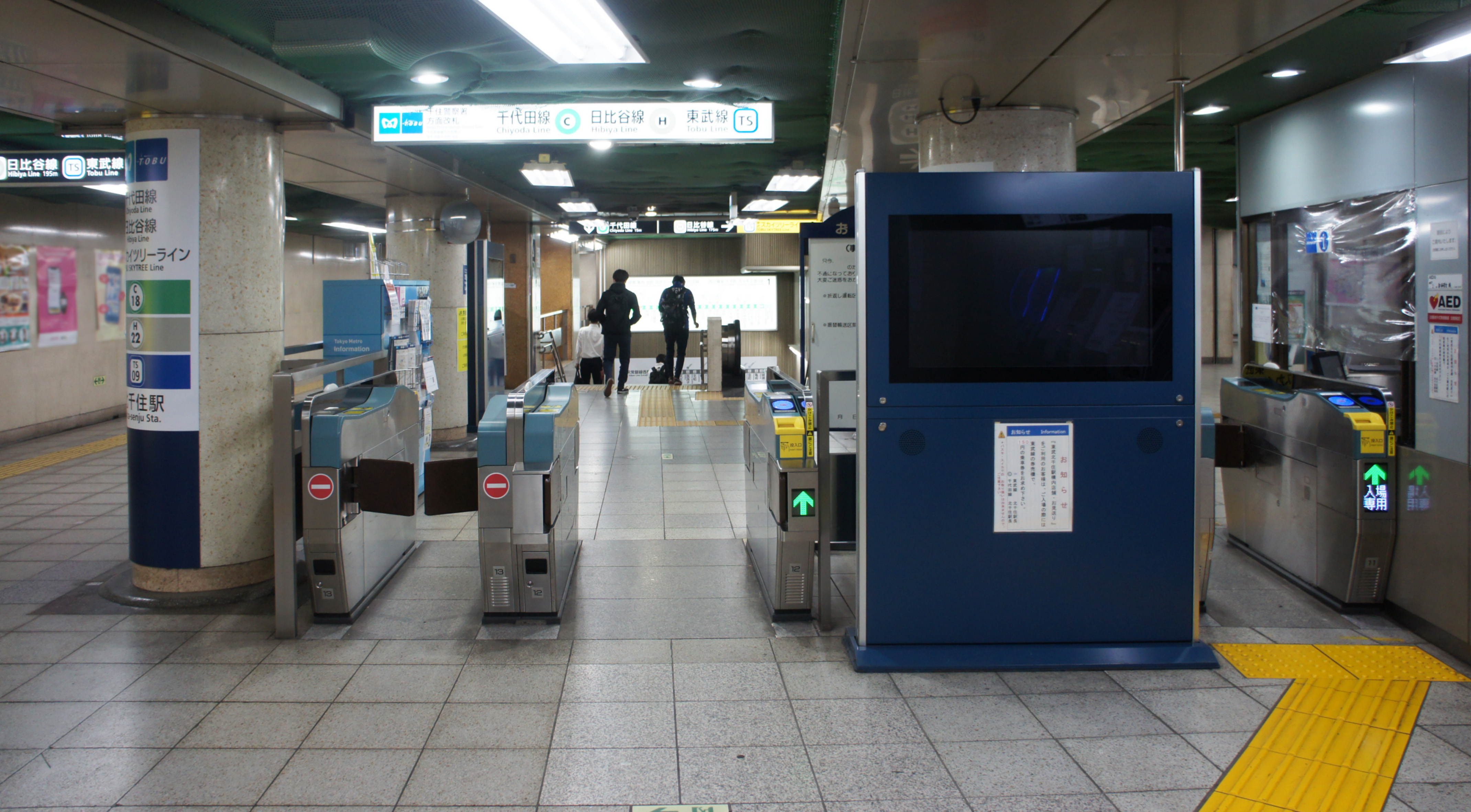
往千住警察署方向的驗票口（2021年5月）
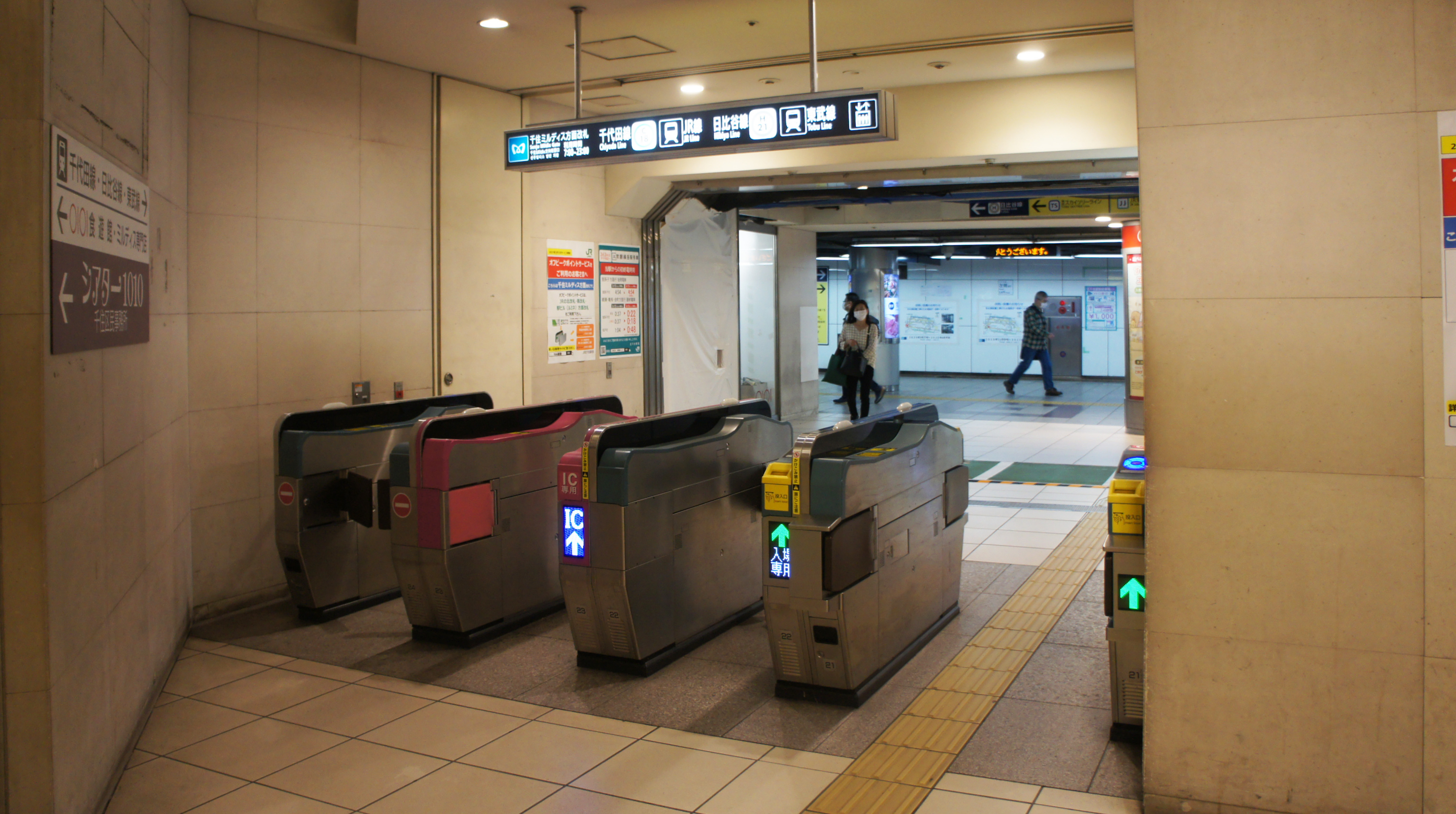
往千住Mildix方向的驗票口（2021年5月）
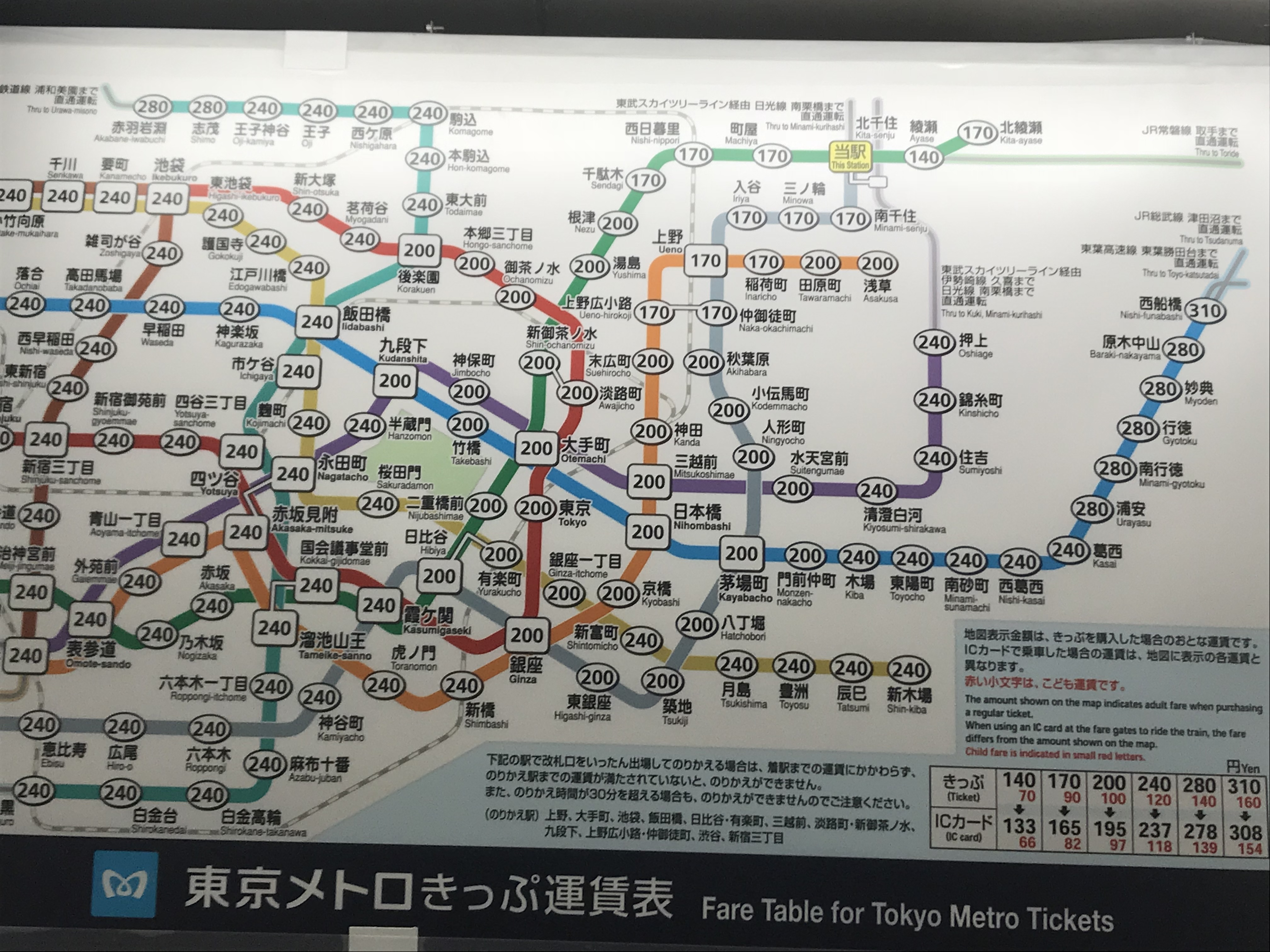
東京地下鐵北千住站票價表（2018年2月，至綾瀨站的運費採用JR運費。）
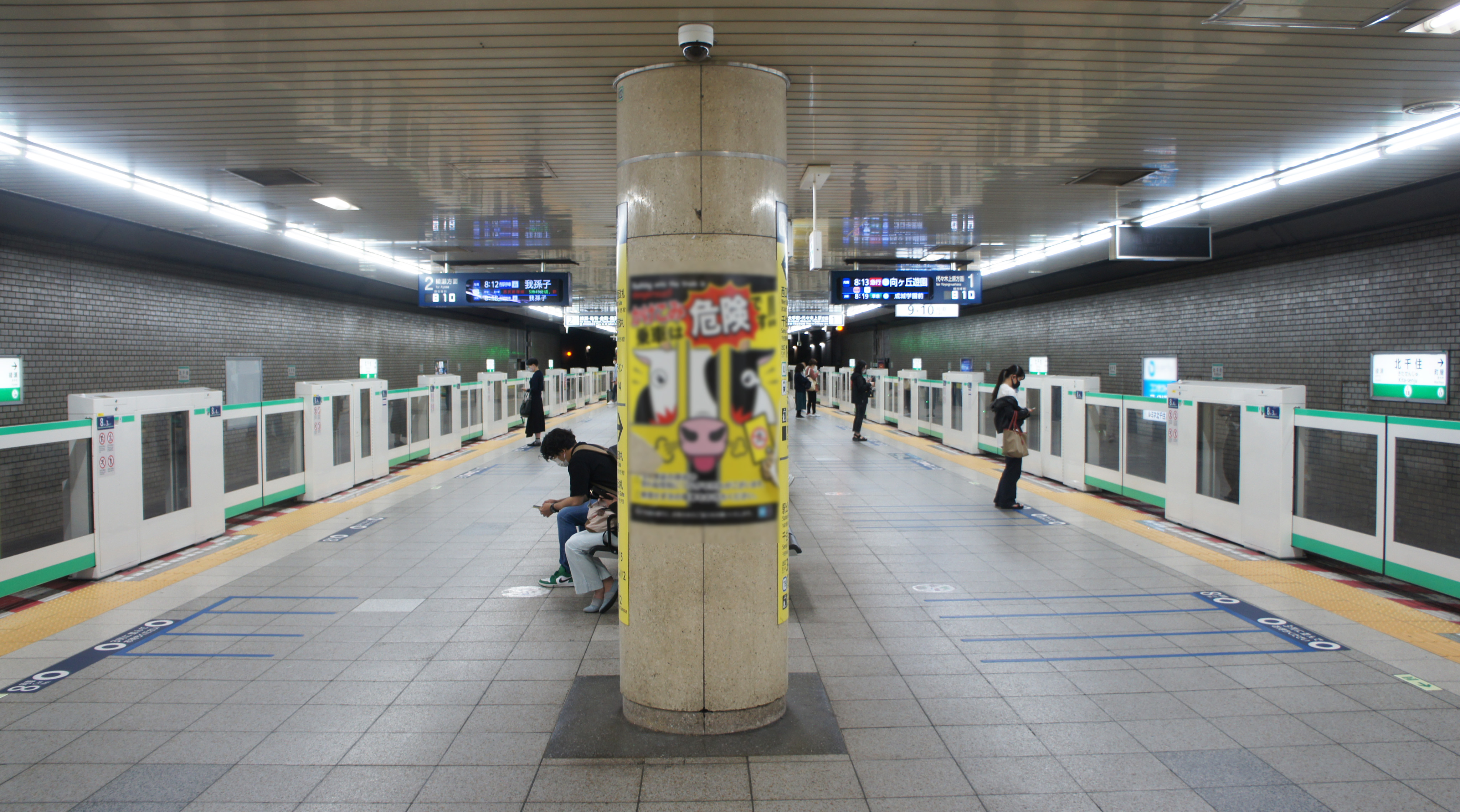
千代田線月台（2021年5月）

### 東武伊勢崎線、東京地下鐵日比谷線
伊勢崎線於1899年（明治32年）開業時，是開通本站到久喜站區間，故站內設有0KM的距離標。本站的下行列車班次若加上本站始發與東京地下鐵日比谷線、半藏門線直通列車，比淺草多增加近2倍，可說是東武伊勢崎線都心側的據點車站。
本站也是東京地下鐵日比谷線的起點，東武晴空塔線與東京地下鐵日比谷線在本站實施相互直通運轉。此站由東武管理，站名標也全都是東武樣式。站內設有東京地下鐵售票機，可購買東京地下鐵乘車券（單程乘車券、回數券、連絡乘車券、一日券），但不能儲值IC卡，也不販售至綾瀨站的乘車券（140圓）。經押上往地下鐵半藏門線方向的乘車券在東武售票機販售。
1、2號線（1樓東武晴空塔線下行）小菅方向有特急列車乘車專用月台。特急月台前設有中間剪票口與特急券售票處。特急券售票處除了有可使用PASMO、Suica的特急券售票機外，另有窗口販售POS券或硬票乘車券、特急券等。另外，窗口無法使用IC卡。1樓月台到3樓月台約需2分鐘。2樓是剪票口與大廳，並有餐飲店、書店等商店。
2010年12月1日起，1樓全月台與3樓月台5號線導入進站音樂（6、7號線使用東京地下鐵發車蜂鳴器）。在東武晴空塔線內是次於西新井站、曳舟站的第三例。另外，特急月台與淺草站一樣使用「PASSENGER」的淡出版本。
2017年12月14日起，東武鐵道管轄大廳開始進行BGM播放實驗，2018年4月17日擴大至1樓月台。同年11月30日與新河岸站一同正式導入。

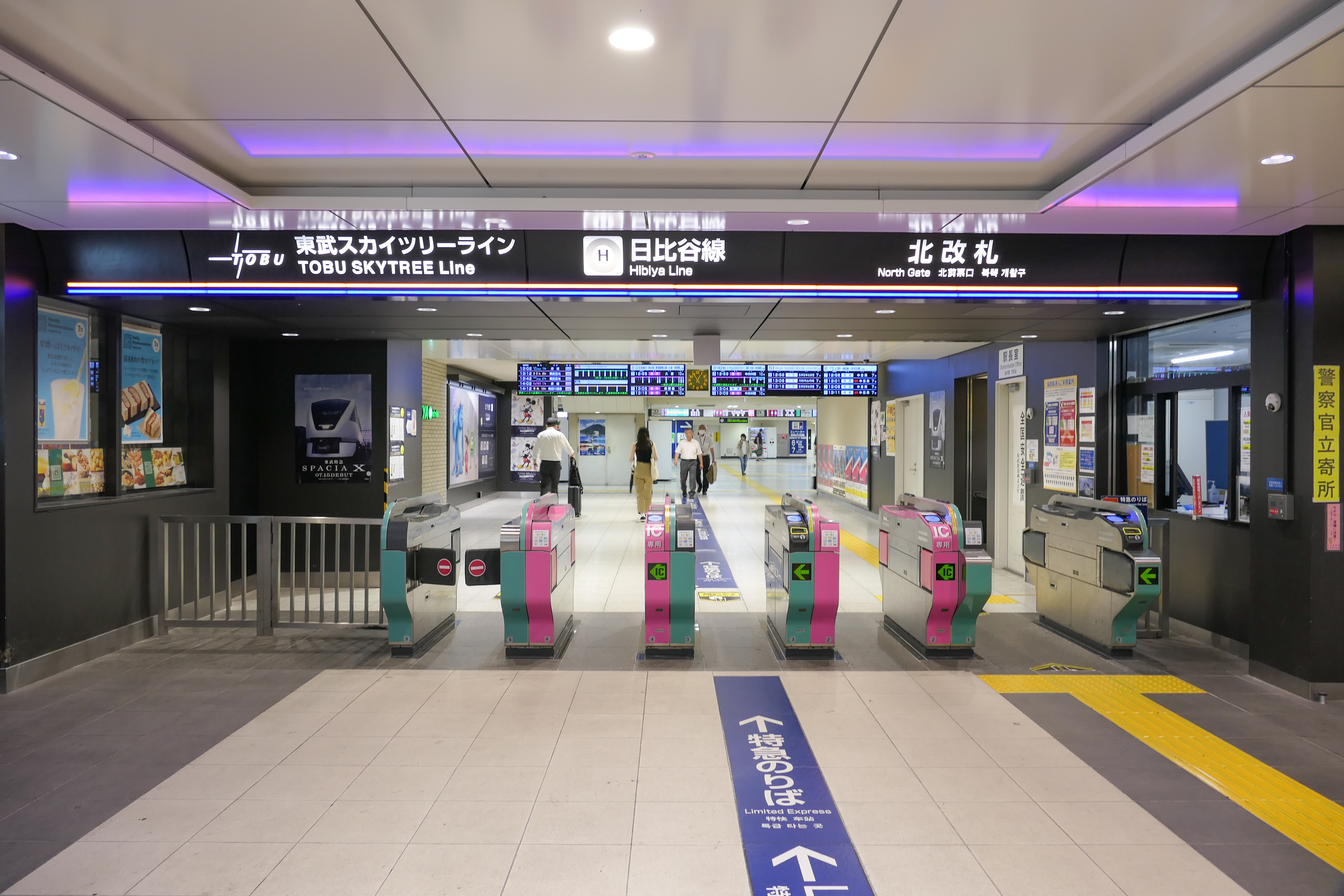
北驗票口(2023年7月)

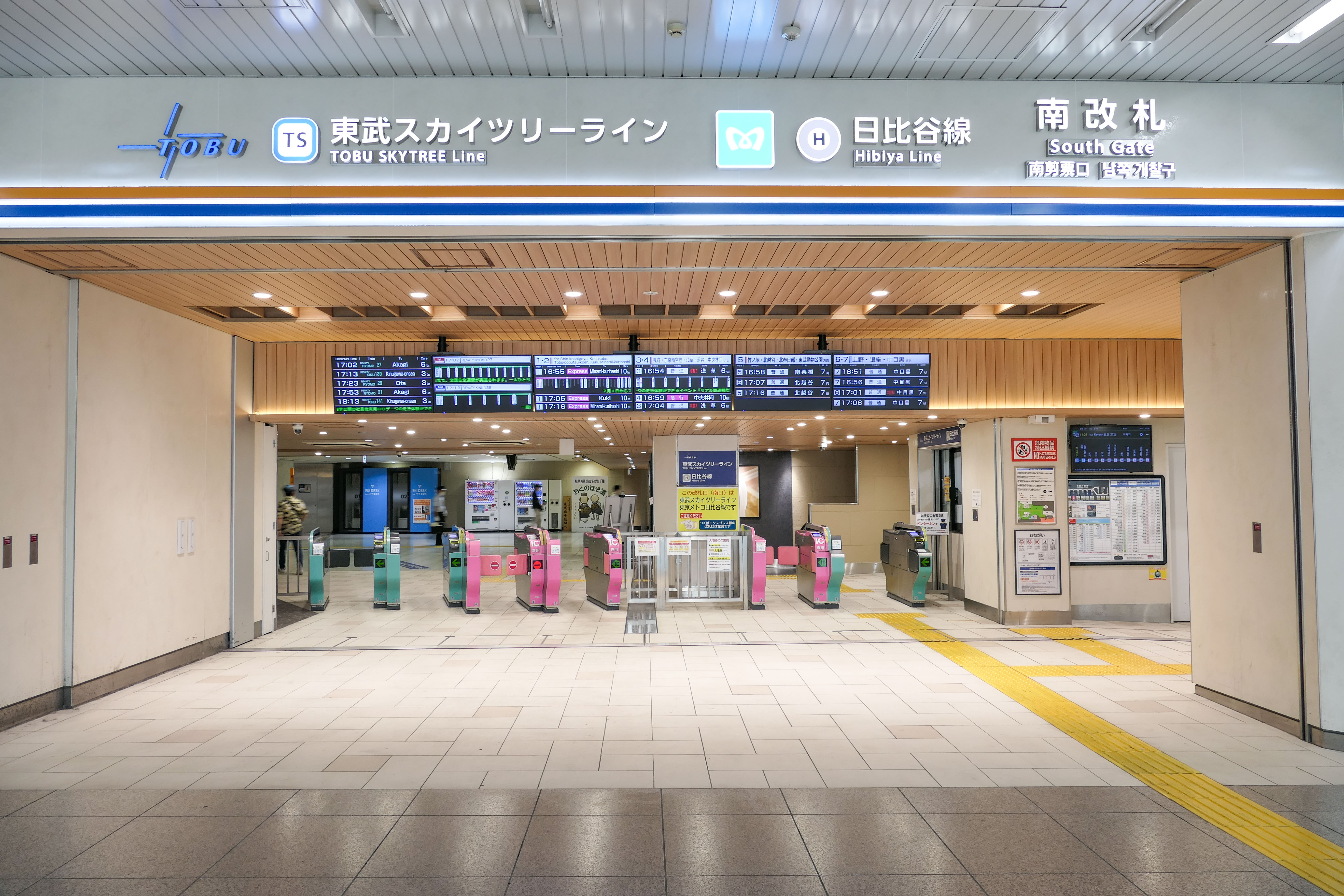
南驗票口(2023年7月)

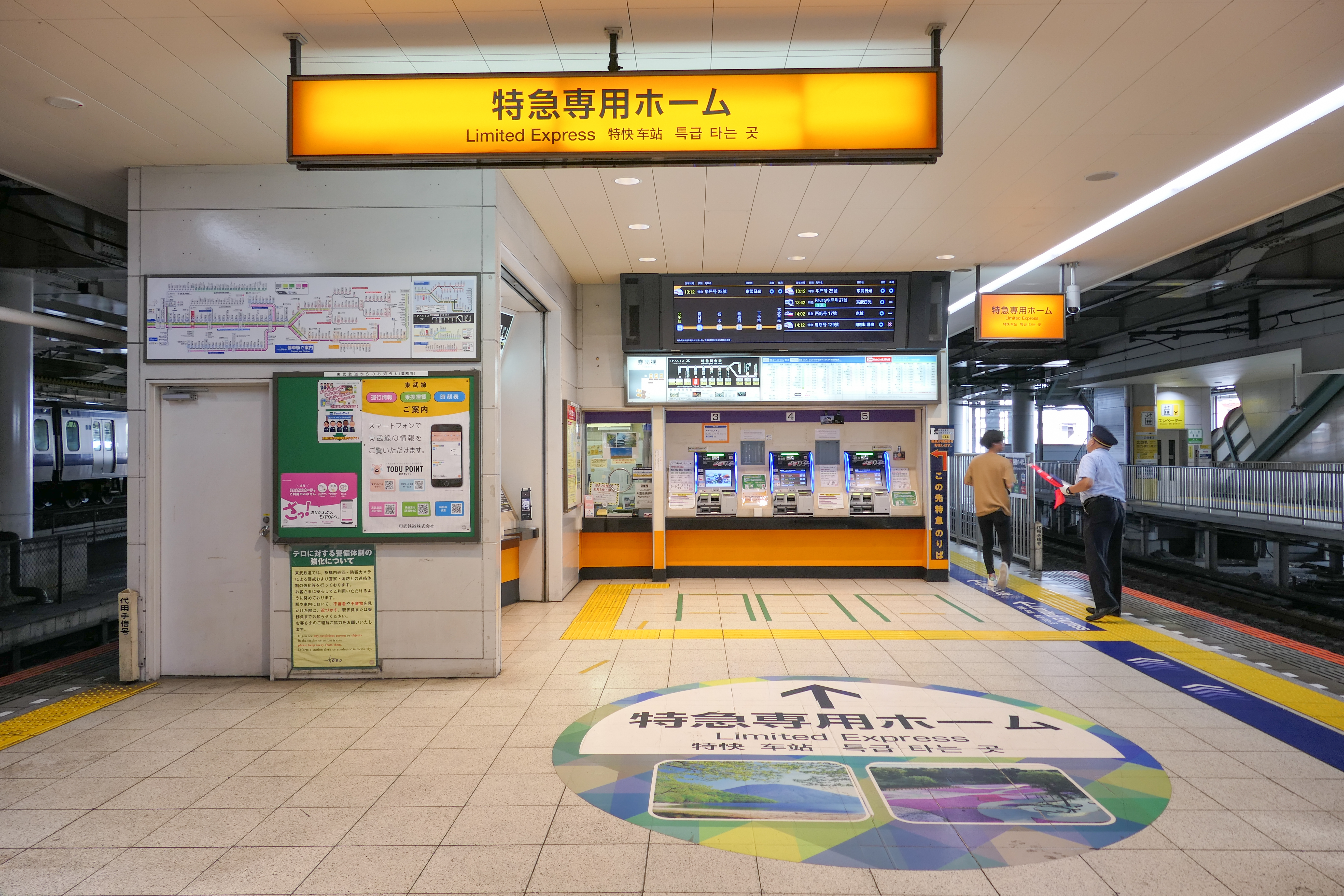
特急專用的月台入口(2023年7月)

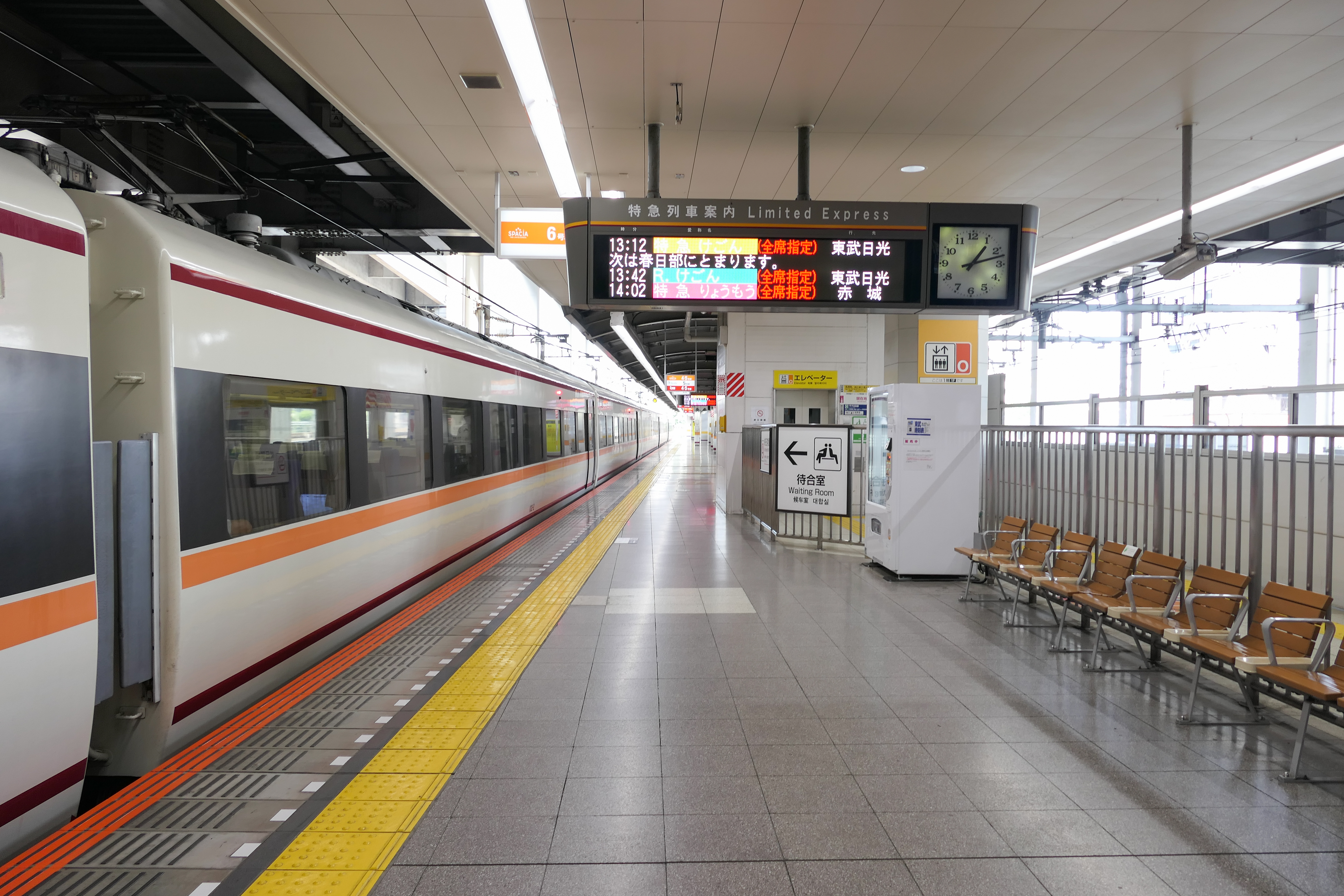
特急專用的月台(2023年7月)

付費區內有許多站內商店。

#### 月台配置
1樓月台（1 - 4號線、特急專用月台）

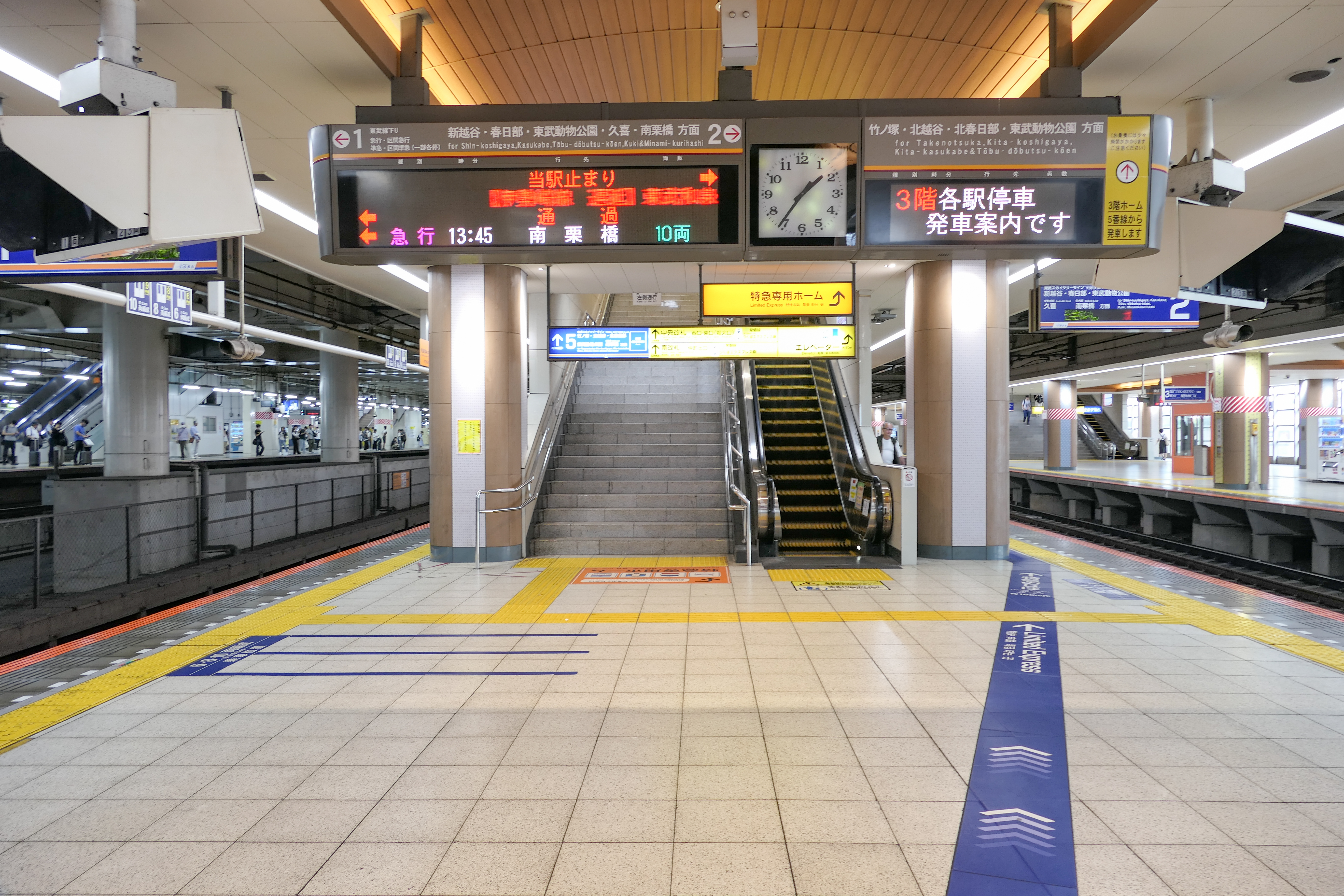
伊勢崎線1號與2號月台(2023年7月)

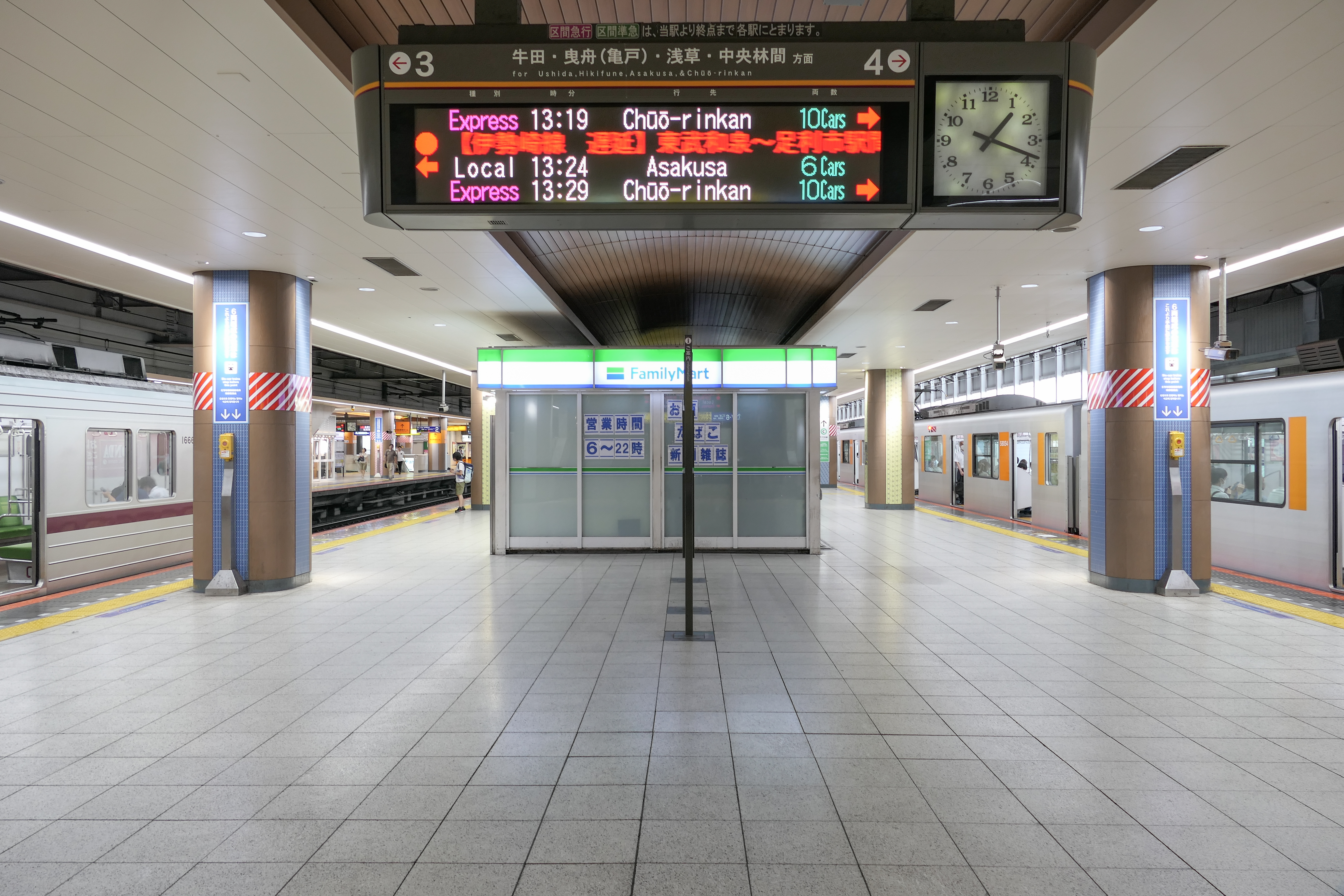
伊勢崎線3號與4號月台(2023年7月)

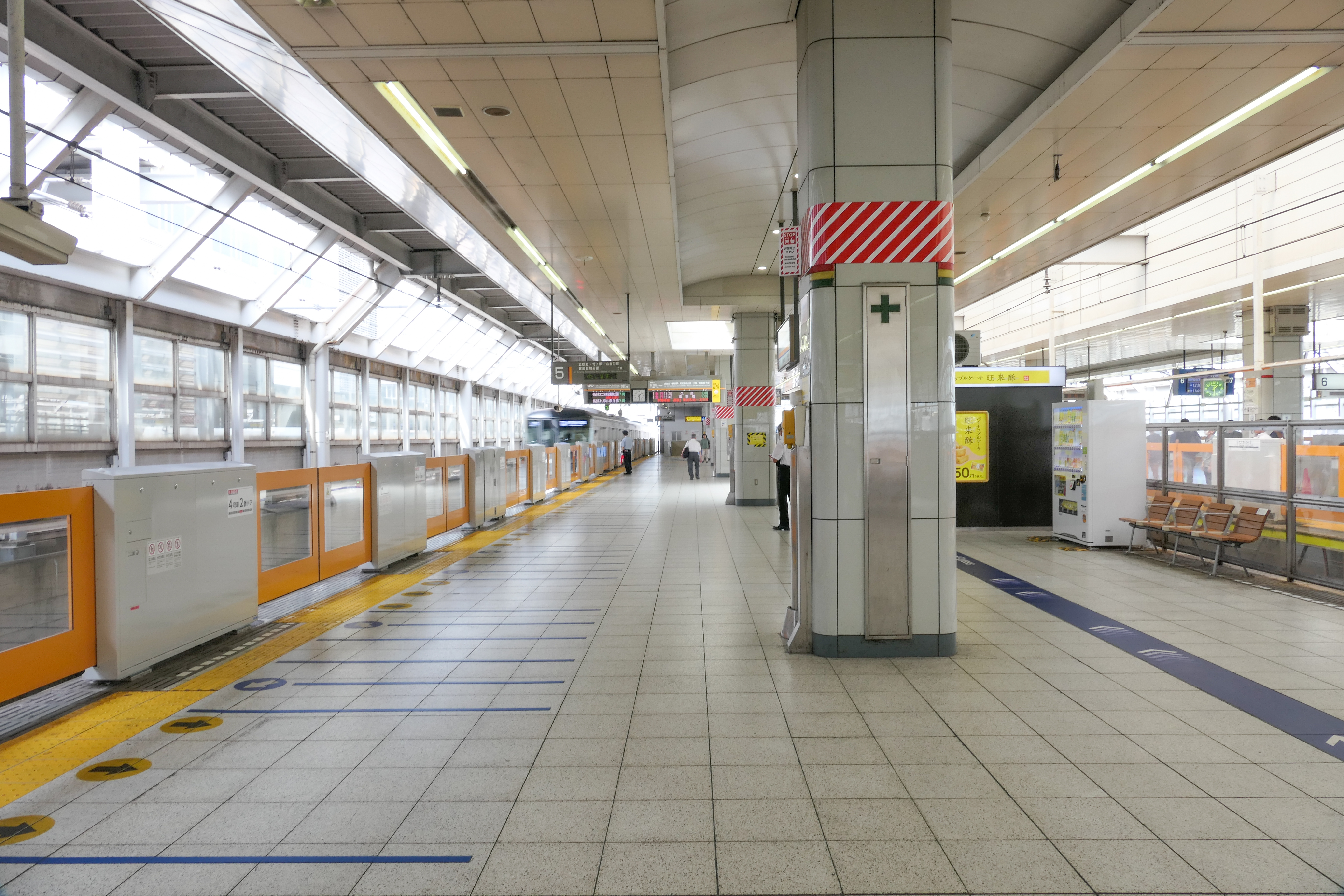
伊勢崎線5號月台(2023年7月)

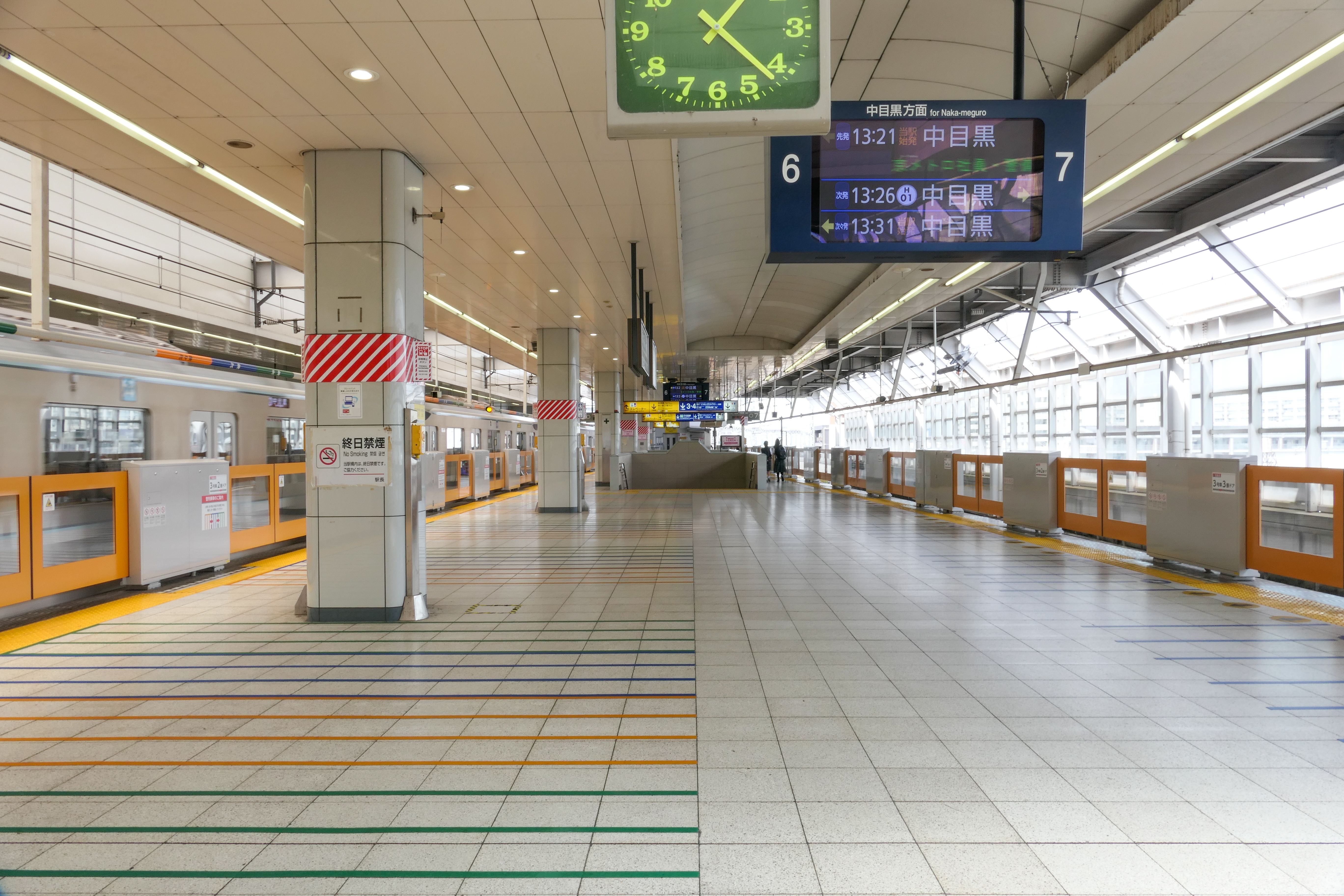
日比谷線6號與7號月台(2023年7月)

- 1樓（1 - 4號線）是東武晴空塔線專用的島式2面4線地面月台。上下線皆有本站終停的列車班次，因此牛田方向設有3條、小菅方向設有1條可停放20公尺車廂10輛編組的留置線。上行列車乘客多在本站轉乘，因此車內較為空曠，相反地，下行列車在本站的上車人數非常多。
  - 本線與急行線的下行為1號線，上行為4號線。待避線與緩行線的下行為2號線，上行是3號線。本站始發終停的班次原則上使用2、3號線。3號線淺草側的待避線較長，因此在本站待避等 待特急列車通過的普通列車可緊接在4號線列車出發後發車。至於本站始發上行列車，從南栗橋車輛管區春日部支所（日语：南栗橋車両管区）等出發的回送列車會進入急行線的4號線。全月台站名標都是表示普通列車的上下站（小菅站與牛田站）。
- 2013年3月15日以前，平日早晨有開往淺草的10輛編組區間急行班次，但由於淺草站無法停靠10輛編組，因此在本站進行後4輛的解聯。
- 往淺草方向的區間急行、區間準急從本站起改為各站停車。
- 本站 - 東武動物公園站間的早晨本站始發、夜間本站終停普通列車使用20000系列（日语：東武20000系電車）電車運行。
- 特急月台的站名標未標上行站名，下行標駐春日部站與東武動物公園站兩站，並貼上特急列車貼紙。過去是剛好相反，未標駐下行站名[13]，上行標駐淺草站。曾有段時期上下兩方皆有標駐，但在部分特急列車停靠東京晴空塔站後去除上行車站。
- 3、4號線中間有FamilyMart。
- 因事故造成日比谷線直通運轉停止時，3樓月台因為無法折返，會改從1樓月台進站。
- 因事故造成半藏門線、東急田園都市線停止直通運轉時，本站可進行折返運行，曳舟站 - 押上站間在恢復直通運轉前停止運行。這是由於押上站無法折返而採取的措施。
  - 日比谷線、半藏門線同時停止直通運轉時，為減低1樓留置線的壓力，部分列車會先回送至曳舟站。

3樓月台（5 - 7號線）
- 3樓（5 - 7號線）是東京地下鐵日比谷線與日比谷線直通的東武晴空塔線普通（各站停車）列車乘車處，為島式月台2面3線高架車站。5號線與7號線是東武晴空塔線的緩行線。
- 中央的6號線主要由日比谷線本站始發列車使用。因5號線側月台已設置柵欄，只能在7號線側上下車。3樓月台完成當時是暫定2面2線，本站終停列車與東武伊勢崎線直通列車停靠6號線，7號線月台側設有柵欄。現在5號線月台柵欄下還可看到當時劃的月台白線。
- 小菅方向有日比谷線折返列車使用的兩條留置線。本站折返列車到達5號線後，先進入留置線轉向進入6號線前往中目黑方向。
- 6、7號線的站名標與列車資訊顯示器皆是東武樣式，但進站、到站、發車時的自動廣播都是東京地下鐵式風格。發車時也使用東京地下鐵的發車蜂鳴器。過去曾使用過東武式自動廣播。另外。列車資訊顯示器會標駐「直通」、「始發」。
- 5號線站名標是使用東武晴空塔線代表色的橘色（■）與藍色，6、7號線使用日比谷線代表色銀色（■）。兩月台皆附註兩線的車站編號「TS 09」、「H 21」。
- 1樓、2樓可直通地下層前往東京地下鐵千代田線（JR常磐緩行線）月台（無連絡剪票口）。地下層亦有商店與書店。
- 月台比地面高約14.4公尺，不僅是日比谷線，也是東京地下鐵距離地面最高的車站（但標高低於同線的六本木站）[14]。

| 月台    | 路線         | 方向 | 目的地                                                                                  | 備註                             |
| ------- | ------------ | ---- | --------------------------------------------------------------------------------------- | -------------------------------- |
| 1樓月台 |              |      |                                                                                         |                                  |
| 特急    | 東武晴空塔線 | 下行 | 東武日光、鬼怒川溫泉、館林、赤城方向 （部分）葛生、伊勢崎、東武宇都宮、大宮、野田市方向 | 1號月台與路線共用                |
| 1、2    | 東武晴空塔線 | 下行 | 新越谷、春日部、東武動物公園、久喜、南栗橋方向                                          |                                  |
| 3、4    | 東武晴空塔線 | 上行 | 曳舟、東京晴空塔、淺草、澀谷、中央林間方向                                              |                                  |
| 3樓月台 |              |      |                                                                                         |                                  |
| 5       | 東武晴空塔線 | 下行 | 竹之塚、北越谷、北春日部、東武動物公園、南栗橋方向                                      | 直通至日比谷線的列車開始各站停車 |
| 6、7    | 日比谷線     | -    | 上野、銀座、中目黑方向                                                                  |                                  |

（來源：東武鐵道:車站構內圖、東京地下鐵:構內圖（页面存档备份，存于））
- 上述路線名為旅客導覽上的名稱（「東武晴空塔線」為愛稱）。

#### 東武北千住站（伊勢崎線、日比谷線） 配線圖

##### 站內配線、信號設備等
| 運行路線編號 | 營業路線編號 | 月台                    | 急行線伊勢崎方向進出站 | 緩行線南栗橋方向進出站 | 淺草方向進出站 | 日比谷線中目黑方向進出站 | 備註               |
| ------------ | ------------ | ----------------------- | ---------------------- | ---------------------- | -------------- | ------------------------ | ------------------ |
| 1            | 特急         | 6輛編組                 | 可發車                 | 可發車                 | 可進站         | 不可                     | 伊勢崎線下行主本線 |
| 1            | 1            | 10輛編組                | 可發車                 | 可發車                 | 可進站         | 不可                     | 伊勢崎線下行主本線 |
| 2            | 2            | 10輛編組                | 可發車                 | 可發車                 | 可進站         | 不可                     | 伊勢崎線下行副本線 |
| 3            | 3            | 10輛編組                | 可進站                 | 可進站                 | 可發車         | 不可                     | 伊勢崎線下行副本線 |
| 4            | 4            | 10輛編組                | 可進站                 | 可進站                 | 可發車         | 不可                     | 伊勢崎線上行主本線 |
| 5            | 5            | 18m×8輛編組 20m×7輛編組 | 不可                   | 可發車                 | 不可           | 可進站                   | 伊勢崎線下行緩行線 |
| 6            | 6            | 18m×8輛編組 20m×7輛編組 | 不可                   | 可進站                 | 不可           | 可發車                   | 日比谷線           |
| 7            | 7            | 18m×8輛編組 20m×7輛編組 | 不可                   | 可進站                 | 不可           | 可發車                   | 日比谷線           |

#### 改良工程以前
1996年7月23日以前，本站月台僅在1樓。從與日比谷線直通運轉開始，2面4線月台的內側由營團地下鐵日比谷線使用，外側由東武伊勢崎線使用，如同一般的直通站，轉乘便利。另外，伊勢崎線上行、下行月台的淺草側還設有缺口狀的待避月台（通稱「預備月台」），因此實際上為2面6線配線。於本站待避的下行列車優先進入待避月台下客，再前往前方的一般月台載客。上行列車則是在發車後先進入待避月台待避，等特急、快速列車通過後再發車。
1990年，為緩解站內人潮，上行月台進行拓寬。待避月台亦有編號，上行為8號線、下行為7號線。現在京急蒲田站還保有類似構造。之後待避月台隨著改良工程進行而廢除。工程期間，待避線改設在牛田站 - 本站間的千住分岐點附近（現在的拖上線附近）。
發車資訊顯示器與東武動物公園站一樣使用翻轉式顯示器。另還設有進站顯示器。該進站顯示器也導入在竹之塚、北越谷（下行線）、大袋、東武動物公園各站，之後北越谷站因高架化、大袋站因興建跨站式站房而移除。
當時月台配置如下。月台編號是接續常磐線月台（當時常磐線沒有3號線）。
| 月台 | 路線           | 方向 | 目的地                 | 備註                     |
| ---- | -------------- | ---- | ---------------------- | ------------------------ |
| 3    | ■東武伊勢崎線  | 下行 | 春日部方向             | 淺草方向發出的列車       |
| 4    | ■東武伊勢崎線  | 下行 | 春日部方向             | 地下鐵日比谷線發出的列車 |
| 5    | 地下鐵日比谷線 | -    | 中目黑、東急東橫線方向 |                          |
| 6    | ■東武伊勢崎線  | 上行 | 淺草方向               |                          |

### 首都圈新都市鐵道
本站為島式月台1面2線的高架車站，月台上設有月台幕門。本站是首都圈新都市鐵道在東京都內唯一的地上車站。車站大廳位於3樓，月台則位於4樓。站內設置兩處驗票閘口，分別為北驗票口和南驗票口。本站是站務管理所的所在站，並負責管理本站至南流山站間的各車站。
月台所在地在過去是貨物用地，並設有東武伊勢崎線與常磐線的連絡線。往青井方向有保線基地，其前方有緊急用剪式橫渡線。自2016年10月15日改點後，使用此橫渡線調度本站始發普通往八潮的末班車。

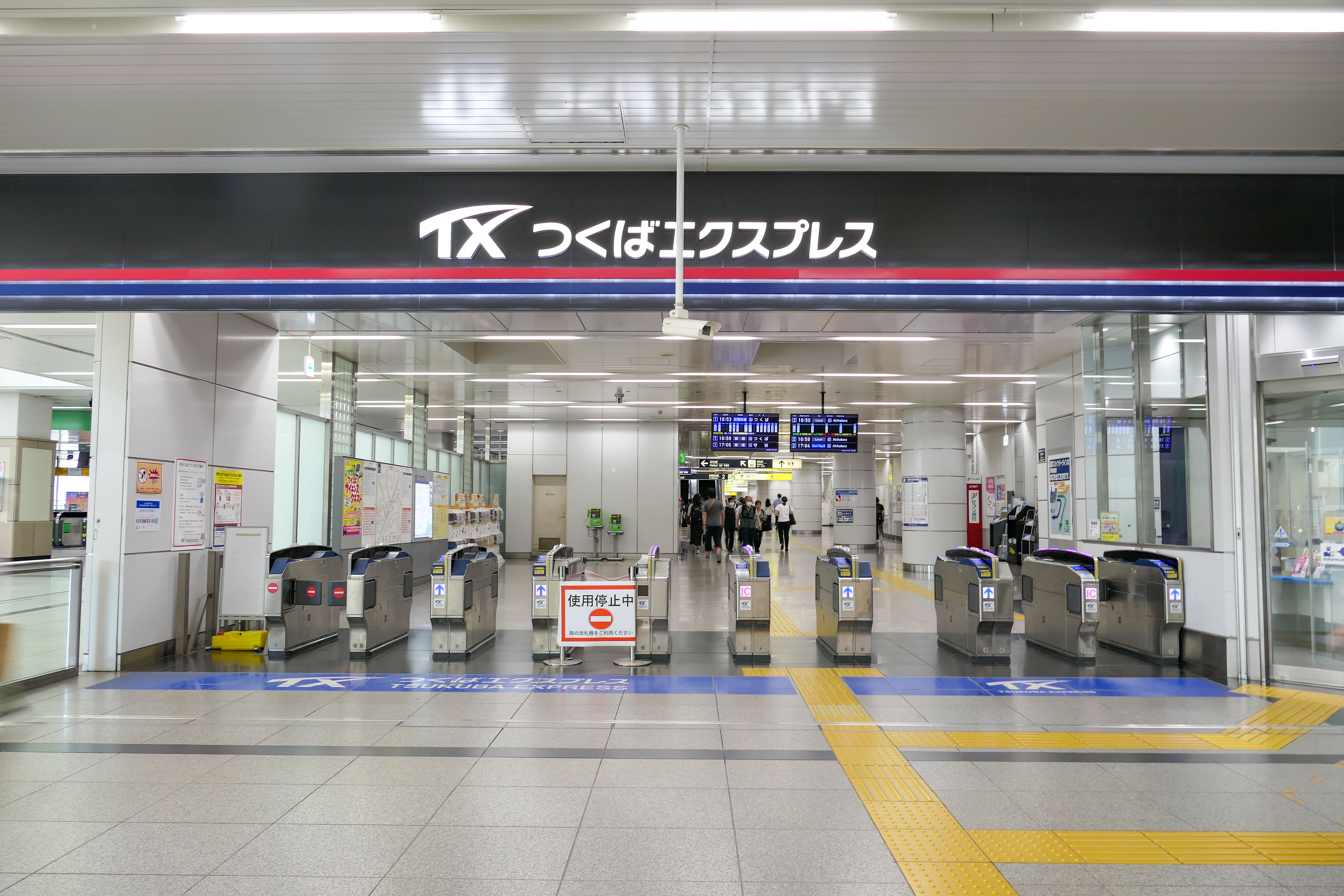
南驗票口(2023年7月)

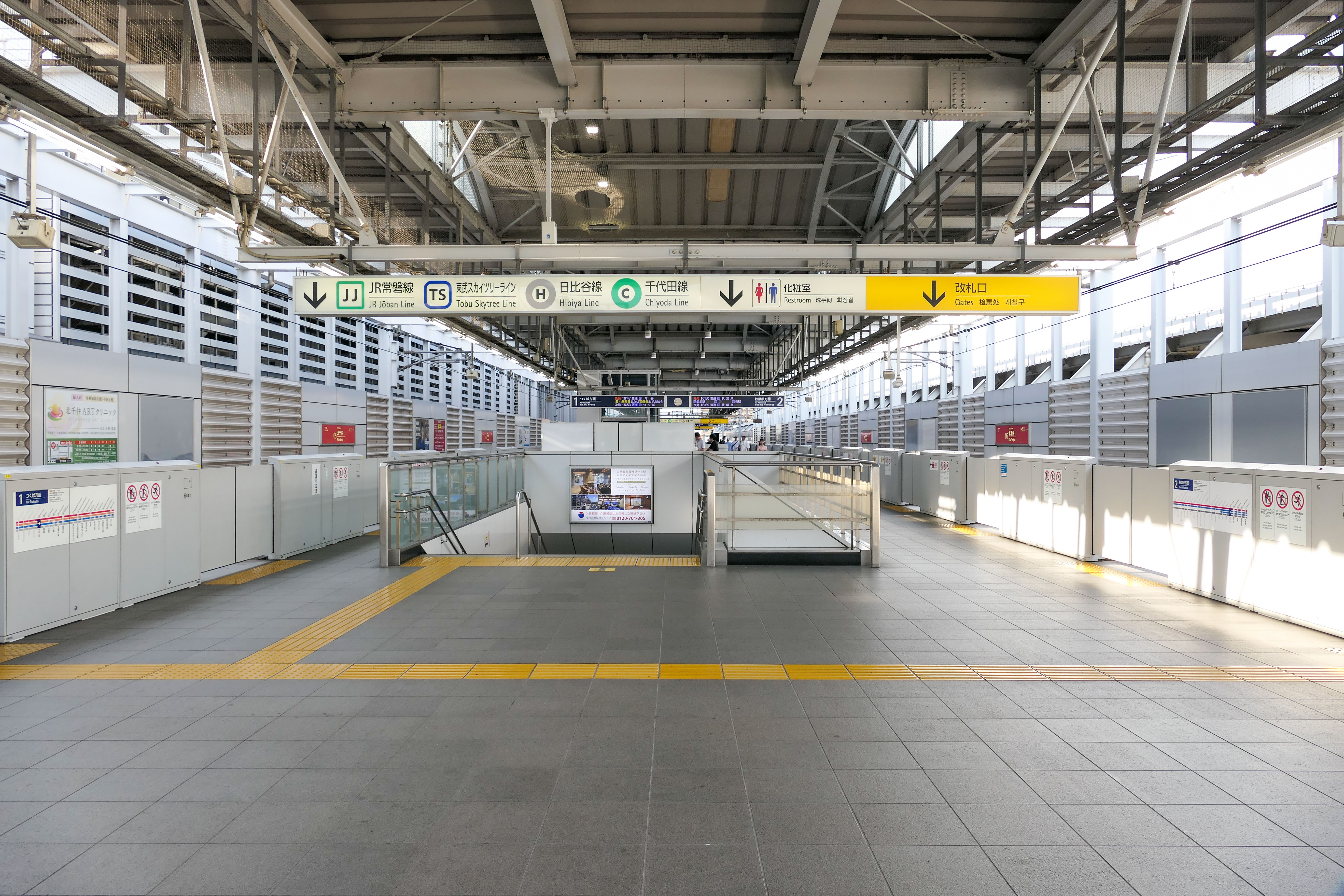
1號與2號月台(2023年7月)

#### 月台配置
| 月台 | 路線     | 方向 | 目的地         |
| ---- | -------- | ---- | -------------- |
| 1    | 筑波快線 | 下行 | 守谷、筑波方向 |
| 2    | 筑波快線 | 上行 | 秋葉原方向     |

- 本站往秋葉原方向的電車停靠全部車站。

## 利用狀況
各公司合計之上下車人次約158萬人次（2017年度），年上下車人次約5億7670萬人次。僅次於新宿站、澀谷站、池袋站、大阪·梅田站、橫濱站位居世界第6位。
- JR東日本 - 2019年度1日平均上車人次為221,634人[使用人次 1]。
不含至綾瀨站的上車人次。JR東日本車站次於秋葉原站排行第10位，是東京都內山手線以外使用人數最多的車站。2006年度（平成18年）起超越上野站，成為常磐線第一。2013年度（平成25年）名列JR東日本第10位，2014年度（平成26年）被川崎站超越位居第11位，2015年度（平成27年）上野東京線通車後再次回到第10位。1日平均上車人次在1992年度後開始減少，2007年度以後維持在19萬人左右，直到2014年度起再次成長。
- 東京地下鐵 - 2015年度東京地下鐵線內1日平均上下車人次為19,437人[上下車資料 1]。
  - 千代田線 - 2017年度1日平均上下車人次為291,919人[使用人次 2]。
包含至綾瀨站的上下車人次。東京地下鐵全部130個車站當中僅次於池袋站、大手町站排名第3位，也是該公司使用人數最多的單一路線車站，全日本則僅次於大阪市營地下鐵御堂筋線梅田站排名第2位。2006年度以前的1日平均上下車人次達32萬人，在筑波快線通車以後吸收了常磐快速線轉乘人次，使用人次開始下滑。
  - 日比谷線 - 2017年度1日平均上下車人次為299,219人[使用人次 2]。
包括東武伊勢崎線直通人次。在東京地下鐵他社直通聯絡車站中僅次於澀谷站、綾瀨站位居第3位。高峰時1日平均上下車人次近40萬人，但在使用人次減少與轉移至半藏門線直通列車，近年已衰退至1970年代前半的水準。
- 東武鐵道 - 2017年度1日平均上下車人次為454,871人[使用人次 3]。
東武鐵道中僅次於池袋站排名第2位，伊勢崎線內第1位。數值包含日比谷線直通人次。1962年開始與日比谷線直通運轉前，本站低於淺草站[17]。日比谷線直通運轉開始橫使用人次急速增加，1961年至1968年8年間的1日平上下車人次增加10萬人以上。1992年度達到高峰後逐漸下滑，1999年度以後的1日平均上車人次維持在約22萬人左右。
- 首都圈新都市鐵道（筑波快線） - 2017年度1日平均上車人次為48,741人[使用人次 4]。
筑波快線車站中僅次於秋葉原站排名第2位。開業以來使用者持續上升。

### 各年度1日平均上下車人次
各年度1日平均上下車人次如下表（僅東武鐵道、東京地下鐵）。
- 千代田線、日比谷線數値不包含東京地下鐵內轉乘人次。
- 東武伊勢崎線、東京地下鐵日比谷線數値包含相互直通人次。

| 年度               | 東武鐵道           | 東武鐵道 | 營團/東京地下鐵    | 營團/東京地下鐵 | 營團/東京地下鐵            | 營團/東京地下鐵    | 營團/東京地下鐵 |
| 年度               | 伊勢崎線           | 伊勢崎線 | 日比谷線           | 日比谷線        | 日比谷線 千代田線 轉乘人次 | 千代田線           | 千代田線        |
| 年度               | 1日平均 上下車人次 | 增長率   | 1日平均 上下車人次 | 增長率          | 日比谷線 千代田線 轉乘人次 | 1日平均 上下車人次 | 增長率          |
| ------------------ | ------------------ | -------- | ------------------ | --------------- | -------------------------- | ------------------ | --------------- |
| 1998年（平成10年） | 476,989            |          |                    |                 |                            |                    |                 |
| 1999年（平成11年） |                    |          |                    |                 |                            | 356,178            |                 |
| 2000年（平成12年） | 466,279            |          | 340,218            |                 |                            | 351,230            | −1.4%           |
| 2001年（平成13年） | 468,120            | 0.4%     | 344,417            | 1.2%            |                            | 341,182            | −2.9%           |
| 2002年（平成14年） | 461,009            | −1.5%    | 339,084            | −1.5%           |                            | 335,293            | −1.7%           |
| 2003年（平成15年） | 447,032            | −3.0%    | 321,572            | −5.2%           | 20,467                     | 326,896            | −2.5%           |
| 2004年（平成16年） | 444,972            | −0.5%    | 313,959            | −2.4%           | 21,038                     | 333,650            | 2.1%            |
| 2005年（平成17年） | 441,157            | −0.9%    | 311,599            | −0.8%           | 20,452                     | 333,876            | 0.1%            |
| 2006年（平成18年） | 437,498            | −0.8%    | 311,275            | −0.1%           | 19,392                     | 327,919            | −1.8%           |
| 2007年（平成19年） | 452,249            | 3.4%     | 314,997            | 1.2%            | 20,317                     | 317,816            | −3.1%           |
| 2008年（平成20年） | 446,474            | −1.3%    | 304,567            | −3.3%           | 20,556                     | 306,865            | −3.4%           |
| 2009年（平成21年） | 437,906            | −1.9%    | 296,938            | −2.5%           | 20,033                     | 299,196            | −2.5%           |
| 2010年（平成22年） | 434,524            | −0.8%    | 292,545            | −1.5%           | 19,903                     | 293,307            | −2.0%           |
| 2011年（平成23年） | 425,309            | −2.1%    | 287,488            | −1.7%           | 19,393                     | 281,192            | −4.1%           |
| 2012年（平成24年） | 435,017            | 2.3%     | 289,324            | 0.6%            | 19,162                     | 287,433            | 2.2%            |
| 2013年（平成25年） | 440,711            | 1.3%     | 291,466            | 0.7%            | 19,357                     | 283,962            | −1.2%           |
| 2014年（平成26年） | 437,156            | −0.8%    | 288,610            | −1.0%           | 19,149                     | 285,742            | 0.6%            |
| 2015年（平成27年） | 443,950            | 1.0%     | 290,330            | 0.6%            | 19,437                     | 289,001            | 1.1%            |
| 2016年（平成28年） | 450,046            | 1.0%     | 293,231            | 1.0%            | 19,619                     | 291,464            | 0.9%            |
| 2017年（平成29年） | 454,781            | 1.1%     | 299,219            | 2.0%            | 19,725                     | 291,919            | 0.2%            |
| 2018年（平成30年） | 459,113            | 1.0%     | 304,635            | 1.8%            | 19,850                     | 292,684            | 0.3%            |
| 2019年（令和元年） | 455,250            | −0.8%    |                    |                 |                            |                    |                 |

### 各年度1日平均上車人次（1890年代－1930年代）
各年度1日平均上車人次如下表。
| 年度               | 日本鐵道 / 國鐵 | 東武鐵道 | 來源              |
| ------------------ | --------------- | -------- | ----------------- |
| 1896年（明治29年） | 7               | 未開業   | [ 東京府統計 1 ]  |
| 1897年（明治30年） | 155             | 未開業   | [ 東京府統計 2 ]  |
| 1898年（明治31年） | 221             | 未開業   | [ 東京府統計 3 ]  |
| 1899年（明治32年） | 256             | 189      | [ 東京府統計 4 ]  |
| 1900年（明治33年） | 301             | 571      | [ 東京府統計 5 ]  |
| 1901年（明治34年） | 328             | 588      | [ 東京府統計 6 ]  |
| 1902年（明治35年） | 317             | 524      | [ 東京府統計 7 ]  |
| 1903年（明治36年） | 288             | 385      | [ 東京府統計 8 ]  |
| 1904年（明治37年） | 265             | 391      | [ 東京府統計 9 ]  |
| 1905年（明治38年） | 262             | 404      | [ 東京府統計 10 ] |
| 1907年（明治40年） | 777             | 353      | [ 東京府統計 11 ] |
| 1908年（明治41年） | 718             | 381      | [ 東京府統計 12 ] |
| 1909年（明治42年） | 670             | 364      | [ 東京府統計 13 ] |
| 1911年（明治44年） | 660             | 308      | [ 東京府統計 14 ] |
| 1912年（大正元年） | 652             | 296      | [ 東京府統計 15 ] |
| 1913年（大正02年） | 664             | 318      | [ 東京府統計 16 ] |
| 1914年（大正03年） | 691             | 158      | [ 東京府統計 17 ] |
| 1915年（大正04年） | 715             | 344      | [ 東京府統計 18 ] |
| 1916年（大正05年） | 799             | 448      | [ 東京府統計 19 ] |
| 1919年（大正08年） | 1,472           | 572      | [ 東京府統計 20 ] |
| 1920年（大正09年） | 1,570           | 933      | [ 東京府統計 21 ] |
| 1922年（大正11年） | 2,147           |          | [ 東京府統計 22 ] |
| 1923年（大正12年） | 2,886           | 1,205    | [ 東京府統計 23 ] |
| 1924年（大正13年） | 3,190           | 1,774    | [ 東京府統計 24 ] |
| 1925年（大正14年） | 3,455           | 1,680    | [ 東京府統計 25 ] |
| 1926年（昭和元年） | 4,476           | 1,987    | [ 東京府統計 26 ] |
| 1927年（昭和02年） | 5,152           | 1,943    | [ 東京府統計 27 ] |
| 1928年（昭和03年） | 5,839           | 2,169    | [ 東京府統計 28 ] |
| 1929年（昭和04年） | 6,142           | 2,253    | [ 東京府統計 29 ] |
| 1930年（昭和05年） | 5,803           | 1,874    | [ 東京府統計 30 ] |
| 1931年（昭和06年） | 5,096           | 1,691    | [ 東京府統計 31 ] |
| 1932年（昭和07年） | 4,381           | 1,426    | [ 東京府統計 32 ] |
| 1933年（昭和08年） | 2,833           | 1,425    | [ 東京府統計 33 ] |
| 1934年（昭和09年） | 2,989           | 1,356    | [ 東京府統計 34 ] |
| 1935年（昭和10年） | 3,159           | 1,265    | [ 東京府統計 35 ] |

### 各年度1日平均上車人次（1953年－2000年）
| 年度               | 國鐵 / JR東日本 | 東武鐵道 | 營團     | 營團     | 來源              |
| 年度               | 國鐵 / JR東日本 | 東武鐵道 | 日比谷線 | 千代田線 | 來源              |
| ------------------ | --------------- | -------- | -------- | -------- | ----------------- |
| 1953年（昭和28年） | 17,225          |          | 未開業   | 未開業   | [ 東京都統計 1 ]  |
| 1954年（昭和29年） | 28,257          |          | 未開業   | 未開業   | [ 東京都統計 2 ]  |
| 1955年（昭和30年） | 19,454          |          | 未開業   | 未開業   | [ 東京都統計 3 ]  |
| 1956年（昭和31年） | 30,242          | 24,798   | 未開業   | 未開業   | [ 東京都統計 4 ]  |
| 1957年（昭和32年） | 33,169          | 27,106   | 未開業   | 未開業   | [ 東京都統計 5 ]  |
| 1958年（昭和33年） | 35,508          | 28,824   | 未開業   | 未開業   | [ 東京都統計 6 ]  |
| 1959年（昭和34年） | 38,499          | 30,832   | 未開業   | 未開業   | [ 東京都統計 7 ]  |
| 1960年（昭和35年） | 41,562          | 34,561   | 未開業   | 未開業   | [ 東京都統計 8 ]  |
| 1961年（昭和36年） | 44,455          | 38,397   | 未開業   | 未開業   | [ 東京都統計 9 ]  |
| 1962年（昭和37年） | 54,040          | 53,126   | 23,786   | 未開業   | [ 東京都統計 10 ] |
| 1963年（昭和38年） | 61,587          | 70,778   | 44,047   | 未開業   | [ 東京都統計 11 ] |
| 1964年（昭和39年） | 68,356          | 89,554   | 66,261   | 未開業   | [ 東京都統計 12 ] |
| 1965年（昭和40年） | 70,804          | 105,846  | 84,652   | 未開業   | [ 東京都統計 13 ] |
| 1966年（昭和41年） | 75,892          | 117,953  | 96,564   | 未開業   | [ 東京都統計 14 ] |
| 1967年（昭和42年） | 78,647          | 132,672  | 114,342  | 未開業   | [ 東京都統計 15 ] |
| 1968年（昭和43年） | 82,281          | 144,367  | 129,348  | 未開業   | [ 東京都統計 16 ] |
| 1969年（昭和44年） | 80,128          | 152,295  | 141,685  | 19,796   | [ 東京都統計 17 ] |
| 1970年（昭和45年） | 78,619          | 159,784  | 146,392  | 26,575   | [ 東京都統計 18 ] |
| 1971年（昭和46年） | 114,954         | 164,519  | 147,139  | 84,298   | [ 東京都統計 19 ] |
| 1972年（昭和47年） | 136,893         | 173,866  | 150,208  | 83,214   | [ 東京都統計 20 ] |
| 1973年（昭和48年） | 133,148         | 181,937  | 148,707  | 87,945   | [ 東京都統計 21 ] |
| 1974年（昭和49年） | 140,044         | 188,378  | 154,512  | 98,153   | [ 東京都統計 22 ] |
| 1975年（昭和50年） | 143,563         | 193,197  | 159,937  | 96,527   | [ 東京都統計 23 ] |
| 1976年（昭和51年） | 153,457         | 196,093  | 162,800  | 101,162  | [ 東京都統計 24 ] |
| 1977年（昭和52年） | 159,293         | 228,800  | 167,097  | 104,400  | [ 東京都統計 25 ] |
| 1978年（昭和53年） | 159,873         | 198,275  | 161,953  | 104,567  | [ 東京都統計 26 ] |
| 1979年（昭和54年） | 162,838         | 201,109  | 158,907  | 114,738  | [ 東京都統計 27 ] |
| 1980年（昭和55年） | 163,164         | 203,928  | 162,419  | 116,447  | [ 東京都統計 28 ] |
| 1981年（昭和56年） | 164,486         | 206,963  | 166,542  | 121,890  | [ 東京都統計 29 ] |
| 1982年（昭和57年） | 165,613         | 208,890  | 168,616  | 129,658  | [ 東京都統計 30 ] |
| 1983年（昭和58年） | 165,444         | 212,162  | 169,806  | 134,612  | [ 東京都統計 31 ] |
| 1984年（昭和59年） | 170,595         | 216,363  | 172,918  | 141,298  | [ 東京都統計 32 ] |
| 1985年（昭和60年） | 168,257         | 220,281  | 173,507  | 142,454  | [ 東京都統計 33 ] |
| 1986年（昭和61年） | 172,181         | 224,785  | 176,479  | 147,854  | [ 東京都統計 34 ] |
| 1987年（昭和62年） | 179,948         | 230,109  | 180,995  | 148,716  | [ 東京都統計 35 ] |
| 1988年（昭和63年） | 191,124         | 237,816  | 187,408  | 158,849  | [ 東京都統計 36 ] |
| 1989年（平成元年） | 193,896         | 240,601  | 190,526  | 170,842  | [ 東京都統計 37 ] |
| 1990年（平成02年） | 197,776         | 244,331  | 193,227  | 178,004  | [ 東京都統計 38 ] |
| 1991年（平成03年） | 198,533         | 246,655  | 193,481  | 185,337  | [ 東京都統計 39 ] |
| 1992年（平成04年） | 199,645         | 248,109  | 194,258  | 188,040  | [ 東京都統計 40 ] |
| 1993年（平成05年） | 197,863         | 245,494  | 192,554  | 191,446  | [ 東京都統計 41 ] |
| 1994年（平成06年） | 195,940         | 240,797  | 189,471  | 193,485  | [ 東京都統計 42 ] |
| 1995年（平成07年） | 194,093         | 241,648  | 186,681  | 186,380  | [ 東京都統計 43 ] |
| 1996年（平成08年） | 194,053         | 232,830  | 182,430  | 186,534  | [ 東京都統計 44 ] |
| 1997年（平成09年） | 190,201         | 229,113  | 178,508  | 185,113  | [ 東京都統計 45 ] |
| 1998年（平成10年） | 188,589         | 226,782  | 176,128  | 182,577  | [ 東京都統計 46 ] |
| 1999年（平成11年） | 186,462         | 222,269  | 170,509  | 178,543  | [ 東京都統計 47 ] |
| 2000年（平成12年） | 183,611         | 222,642  | 170,504  | 175,618  | [ 東京都統計 48 ] |

### 各年度1日平均上車人次（2001年以後）
| 年度               | JR東日本 | 東武鐵道 | 營團 / 東京地下鐵 | 營團 / 東京地下鐵 | 首都圏 新都市鐵道 | 來源              |
| 年度               | JR東日本 | 東武鐵道 | 日比谷線          | 千代田線          | 首都圏 新都市鐵道 | 來源              |
| ------------------ | -------- | -------- | ----------------- | ----------------- | ----------------- | ----------------- |
| 2001年（平成13年） | 183,963  | 224,847  | 171,791           | 170,446           | 未開業            | [ 東京都統計 49 ] |
| 2002年（平成14年） | 179,583  | 221,994  | 169,709           | 167,369           | 未開業            | [ 東京都統計 50 ] |
| 2003年（平成15年） | 179,339  | 216,527  | 160,870           | 164,072           | 未開業            | [ 東京都統計 51 ] |
| 2004年（平成16年） | 180,656  | 216,559  | 156,780           | 167,196           | 未開業            | [ 東京都統計 52 ] |
| 2005年（平成17年） | 177,104  | 215,220  | 155,737           | 166,961           | 19,196            | [ 東京都統計 53 ] |
| 2006年（平成18年） | 175,656  | 213,982  | 155,195           | 163,747           | 25,157            | [ 東京都統計 54 ] |
| 2007年（平成19年） | 191,015  | 221,594  | 158,189           | 158,067           | 30,302            | [ 東京都統計 55 ] |
| 2008年（平成20年） | 194,724  | 219,969  | 152,163           | 155,509           | 33,467            | [ 東京都統計 56 ] |
| 2009年（平成21年） | 193,976  | 216,114  | 147,868           | 150,883           | 35,146            | [ 東京都統計 57 ] |
| 2010年（平成22年） | 195,260  | 214,677  | 145,805           | 148,696           | 36,821            | [ 東京都統計 58 ] |
| 2011年（平成23年） | 194,136  | 211,602  | 143,719           | 142,718           | 37,306            | [ 東京都統計 59 ] |
| 2012年（平成24年） | 198,624  | 216,215  | 144,726           | 145,410           | 39,741            | [ 東京都統計 60 ] |
| 2013年（平成25年） | 203,428  | 219,110  | 145,876           | 143,796           | 41,760            | [ 東京都統計 61 ] |
| 2014年（平成26年） | 202,415  | 217,412  | 144,315           | 145,167           | 41,866            | [ 東京都統計 62 ] |
| 2015年（平成27年） | 209,994  | 220,740  | 145,233           | 146,829           | 44,600            | [ 東京都統計 63 ] |
| 2016年（平成28年） | 214,322  | 223,210  | 146,587           | 148,180           | 46,556            | [ 東京都統計 64 ] |
| 2017年（平成29年） | 217,838  | 225,784  | 149,510           | 148,392           | 48,741            | [ 東京都統計 65 ] |
| 2018年（平成30年） | 220,903  | 228,060  | 152,099           | 148,871           | 50,643            | [ 東京都統計 66 ] |
| 2019年（令和元年） | 221,634  |          |                   |                   | 51,540            |                   |

### 各年度1日平均轉乘人次
各年度1日平均轉乘人次如下表（僅東武鐵道、東京地下鐵、首都圈新都市鐵道）。
- 包含使用定期券的轉乘人次。
- 非使用定期券的轉乘人次僅統計站內轉乘或使用連絡乘車券的乘客。

| 年度               | 東武鐵道           | 東武鐵道           | 東武鐵道           | 營團 / 東京地下鐵  | 營團 / 東京地下鐵  | 營團 / 東京地下鐵  | 營團 / 東京地下鐵  | 營團 / 東京地下鐵  | 營團 / 東京地下鐵  | 首都圈新都市鐵道   | 首都圈新都市鐵道   | 首都圈新都市鐵道   |
| 年度               | 往伊勢崎線轉乘人次 | 往伊勢崎線轉乘人次 | 往伊勢崎線轉乘人次 | 往日比谷線轉乘人次 | 往日比谷線轉乘人次 | 往日比谷線轉乘人次 | 往千代田線轉乘人次 | 往千代田線轉乘人次 | 往千代田線轉乘人次 | 往筑波快線轉乘人次 | 往筑波快線轉乘人次 | 往筑波快線轉乘人次 |
| 年度               | JR                 | 地下鐵             | TX                 | JR                 | 東武               | TX                 | JR                 | 東武               | TX                 | JR                 | 東武               | 地下鐵             |
| ------------------ | ------------------ | ------------------ | ------------------ | ------------------ | ------------------ | ------------------ | ------------------ | ------------------ | ------------------ | ------------------ | ------------------ | ------------------ |
| 1989年（平成元年） | 16,815             | 178,118            | 未開業             |                    |                    | 未開業             |                    |                    | 未開業             | 未開業             | 未開業             | 未開業             |
| 1990年（平成02年） | 17,168             | 181,222            | 未開業             |                    |                    | 未開業             |                    |                    | 未開業             | 未開業             | 未開業             | 未開業             |
| 1991年（平成03年） | 17,366             | 182,143            | 未開業             |                    |                    | 未開業             |                    |                    | 未開業             | 未開業             | 未開業             | 未開業             |
| 1992年（平成04年） | 17,942             | 183,020            | 未開業             |                    |                    | 未開業             |                    |                    | 未開業             | 未開業             | 未開業             | 未開業             |
| 1993年（平成05年） | 17,827             | 181,351            | 未開業             | 7,764              | 157,668            | 未開業             | 90,827             | 49,068             | 未開業             | 未開業             | 未開業             | 未開業             |
| 1994年（平成06年） | 17,593             | 177,708            | 未開業             | 7,328              | 154,917            | 未開業             | 92,140             | 48,926             | 未開業             | 未開業             | 未開業             | 未開業             |
| 1995年（平成07年） | 18,129             | 177,996            | 未開業             | 7,420              | 152,273            | 未開業             | 89,277             | 47,609             | 未開業             | 未開業             | 未開業             | 未開業             |
| 1996年（平成08年） | 17,944             | 168,256            | 未開業             | 7,919              | 148,146            | 未開業             | 91,641             | 46,078             | 未開業             | 未開業             | 未開業             | 未開業             |
| 1997年（平成09年） | 18,110             | 163,617            | 未開業             | 8,055              | 144,009            | 未開業             | 92,358             | 45,758             | 未開業             | 未開業             | 未開業             | 未開業             |
| 1998年（平成10年） | 18,314             | 160,736            | 未開業             | 7,957              | 141,670            | 未開業             | 90,750             | 45,668             | 未開業             | 未開業             | 未開業             | 未開業             |
| 1999年（平成11年） | 18,405             | 155,729            | 未開業             | 8,382              | 136,159            | 未開業             | 90,396             | 44,384             | 未開業             | 未開業             | 未開業             | 未開業             |
| 2000年（平成13年） | 18,706             | 155,345            | 未開業             | 9,047              | 135,654            | 未開業             | 89,628             | 43,990             | 未開業             | 未開業             | 未開業             | 未開業             |
| 2001年（平成13年） | 18,663             | 157,321            | 未開業             | 9,634              | 135,800            | 未開業             | 87,467             | 44,019             | 未開業             | 未開業             | 未開業             | 未開業             |
| 2002年（平成14年） | 17,095             | 155,319            | 未開業             | 9,197              | 133,961            | 未開業             | 87,025             | 43,426             | 未開業             | 未開業             | 未開業             | 未開業             |
| 2003年（平成15年） | 16,366             | 148,912            | 未開業             | 8,867              | 125,373            | 未開業             | 86,939             | 41,547             | 未開業             | 未開業             | 未開業             | 未開業             |
| 2004年（平成16年） | 15,855             | 145,866            | 未開業             | 9,042              | 120,336            | 未開業             | 88,124             | 43,144             | 未開業             | 未開業             | 未開業             | 未開業             |
| 2005年（平成17年） | 15,067             | 143,444            |                    | 8,693              | 117,058            |                    | 85,190             | 42,933             |                    |                    |                    |                    |
| 2006年（平成18年） | 14,426             | 141,863            | 1,397              | 8,405              | 114,575            | 2,312              | 79,595             | 41,750             | 2,850              | 1,333              | 1,416              | 5,316              |
| 2007年（平成19年） | 20,104             | 147,990            | 1,987              | 8,892              | 115,974            | 3,302              | 68,075             | 44,187             | 3,868              | 2,377              | 2,014              | 7,058              |
| 2008年（平成20年） | 20,733             | 150,869            | 2,421              | 9,146              | 112,248            | 4,035              | 65,394             | 46,248             | 4,827              | 2,989              | 2,503              | 9,043              |
| 2009年（平成21年） | 21,107             | 148,821            | 2,612              | 9,003              | 109,186            | 4,582              | 61,716             | 46,236             | 5,325              | 3,500              | 2,717              | 10,117             |
| 2010年（平成22年） | 22,324             | 147,037            | 2,977              | 9,022              | 107,048            | 5,041              | 59,923             | 45,924             | 5,926              | 3,908              | 3,098              | 11,190             |
| 2011年（平成23年） | 22,616             | 144,895            | 3,142              | 8,877              | 105,391            | 5,300              | 55,492             | 44,548             | 6,208              | 3,977              | 3,279              | 11,778             |
| 2012年（平成24年） | 24,454             | 144,933            | 3,439              | 8,746              | 105,368            | 5,666              | 56,399             | 44,388             | 6,441              | 4,263              | 3,580              | 12,353             |
| 2013年（平成25年） | 25,360             | 146,556            | 3,817              | 8,818              | 106,038            | 5,896              | 53,259             | 44,344             | 7,115              | 4,543              | 3,957              | 13,228             |

備註
1. ↑  1896年12月25日開業。開業日起至1897年3月31日合計96日間的資料。
2. ↑  1899年8月27日開業。開業日起至1900年3月31日合計217日間的資料。
3. ↑  1962年5月31日與日比谷線開始直通運轉。同年度起數值含直通人次。
4. ↑  1962年5月31日通至人形町站。開業日至隔年3月31日為止的統計資料。
5. ↑  1969年12月20日通車至大手町站。開業日至隔年3月31日為止的統計資料。
6. ↑  1971年4月20日延伸至綾瀨站。與常磐緩行線開始直通運轉。
7. ↑  2005年8月24日開業。開業日至隔年3月31日為止的統計資料。

## 車站周邊

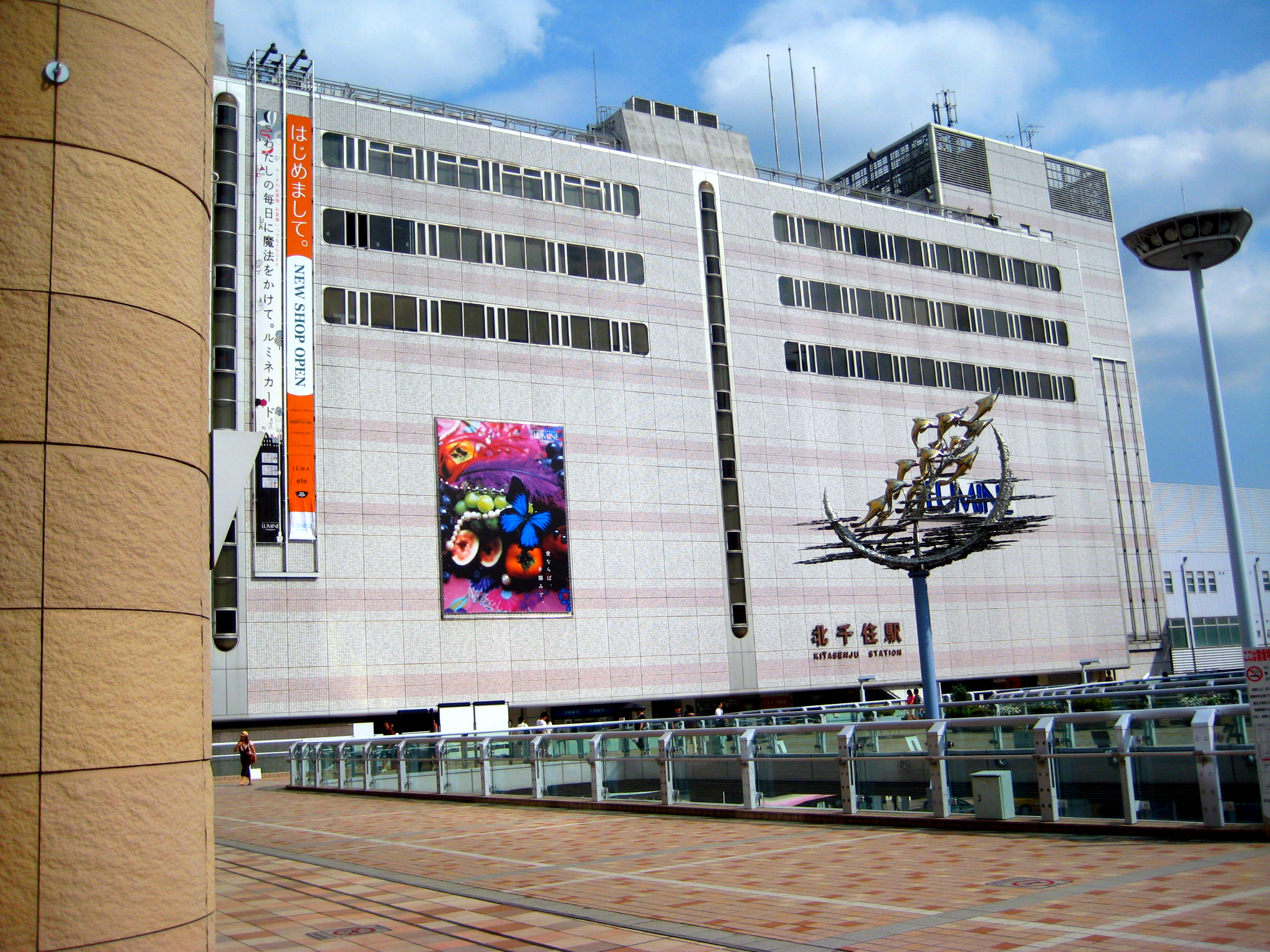
西口（2009年9月）

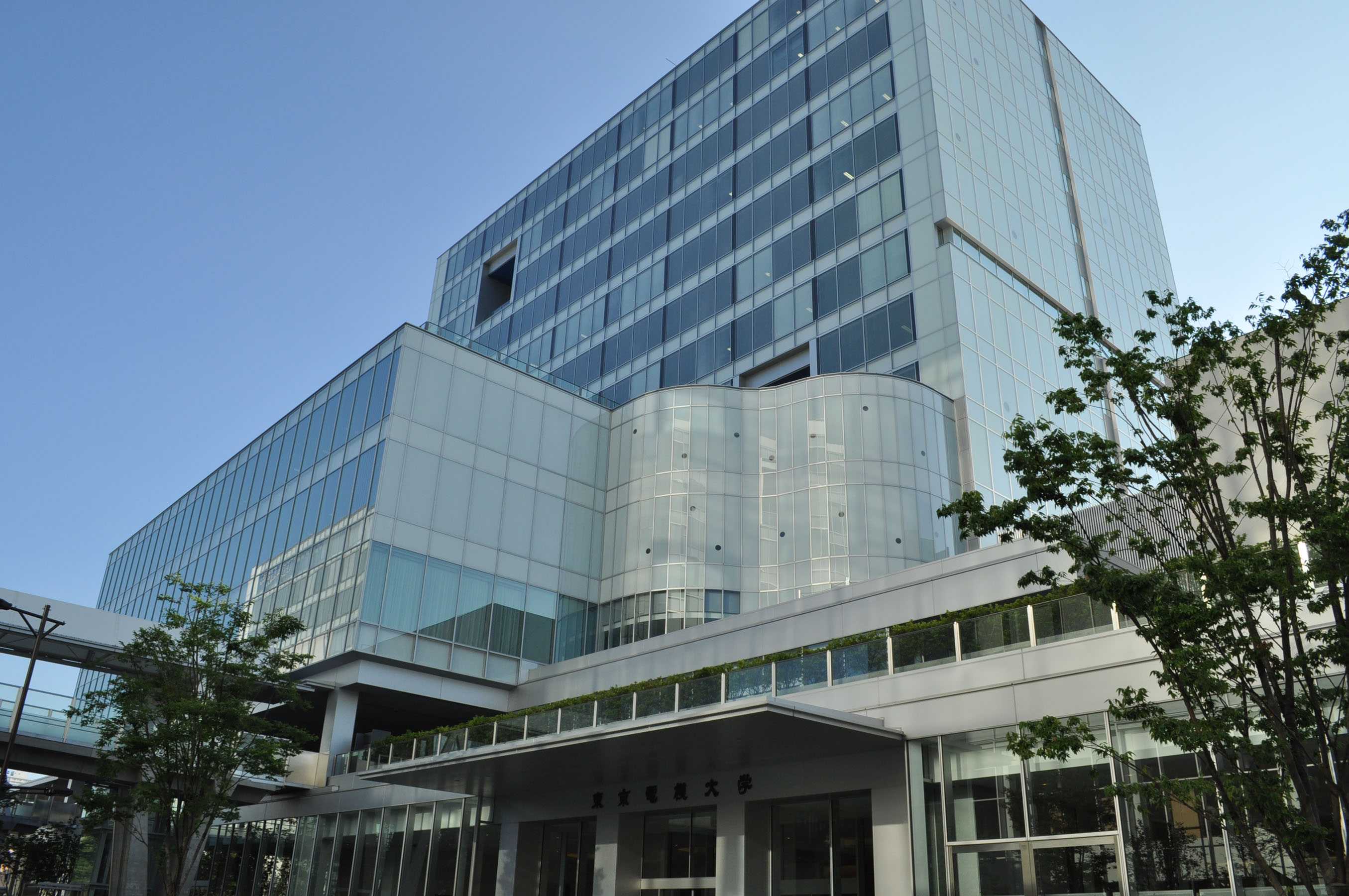
東京電機大學東京千住校區

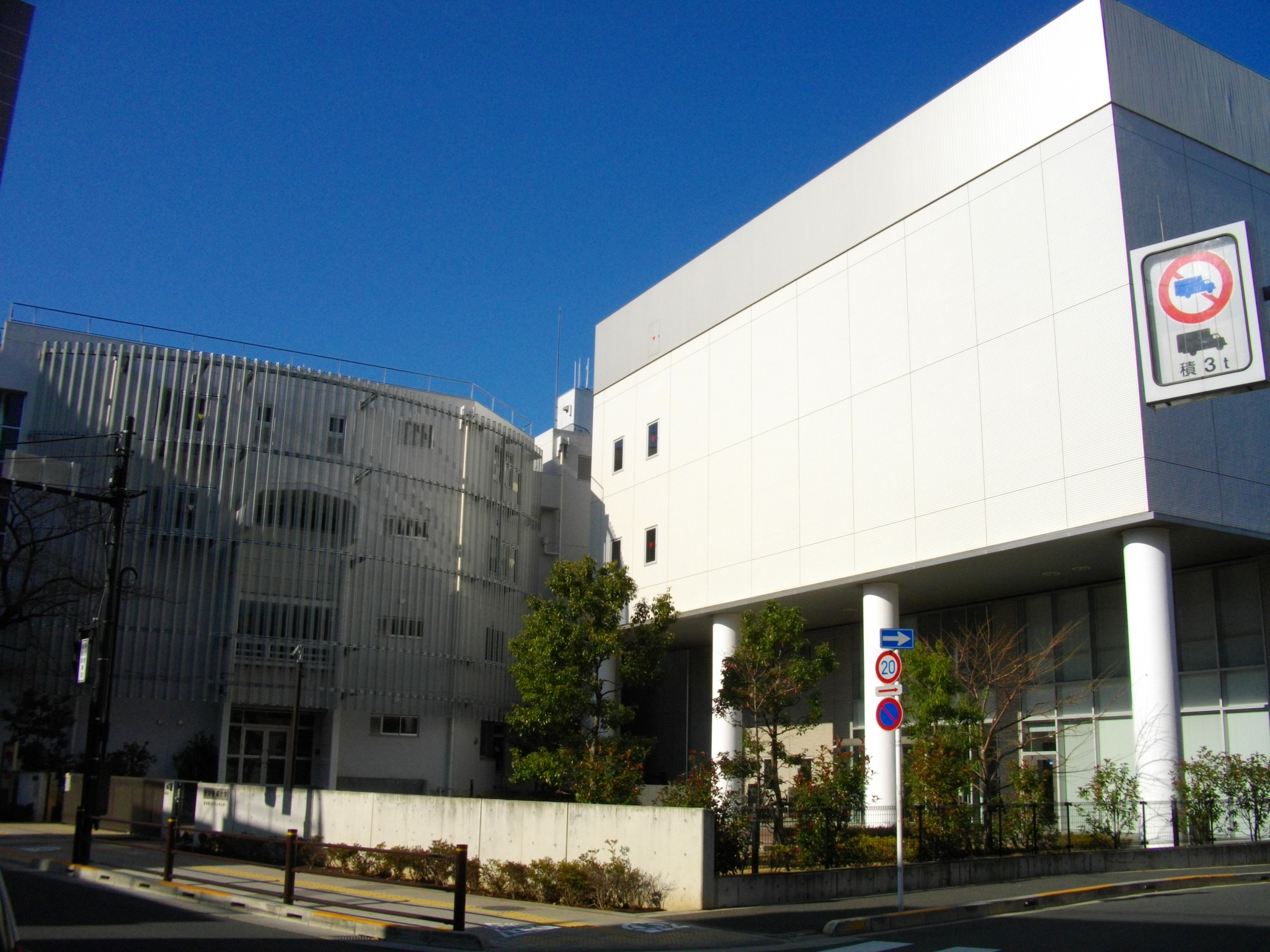
東京藝術大學千住校區

西口已實施再開發，2004年2月以丸井為核心的商業大樓千住MILDIX完工，亦整備巴士總站。
東口側的東京電機大學東京千住校區於2012年4月開校。
由於靠近荒川，日本電視劇『3年B組金八先生』等劇中出現的荒川堤防可從北千住站東口前往。本站周邊也常作為攝影場景。堤防有整備足球場、棒球場及自行車道。夏季還會舉行花火大會。

### 西出口
- LUMINE北千住店
- 千住MILDIX（日语：千住ミルディス）
  - 北千住MARUI
    - 野島電器（日语：ノジマ）
    - 東急手創館
    - 紀伊國屋書店
    - TSUTAYA（販售店）

  - THEATRE 1010
  - ATLAS TOWER北千住（日语：アトラスタワー北千住）
  - 足立區役所千住區民事務所
- TSUTAYA（出租店）
  - BOOK OFF（日语：ブックオフコーポレーション）
- 帝京科學大學（日语：帝京科学大学）
- 潤德女子高等學校（日语：潤徳女子高等学校）
- 学びピア21
  - 足立區立中央圖書館（日语：足立区立中央図書館）
  - 放送大學東京足立學習中心
  - 足立區生涯學習中心
  - 荒川遊客中心
- 舊日光街道
- 北千住郵便局
- 足立中居郵便局
- HOTEL COCO GRAND北千住

### 東出口（電大口）
- 足立學園中學校、高等學校（日语：足立学園中学校・高等学校）
- 足立區立千壽櫻堤中學校（日语：足立区立千寿桜堤中学校）
- 足立稅務署
- 足立旭町郵便局
- 東京電機大學東京千住校區
- シモンちゃん之家（下妻市宣傳商店）

### 仲町出口
- 千住警察署（日语：千住警察署）
- 足立仲町郵便局
- 千住消防署
- 東京藝術大學千住校區（Art Liaison Center）
- 足立區千住保健綜合中心
- 足立產業藝術廣場
  - 足立產業中心
  - 東京藝術中心
    - 足立公共職業安定所（日语：公共職業安定所）（HelloWork）
    - 天空劇場

## 巴士路線
東口（電大口）乘車處可搭乘往柳原醫院、東京未來大學、南千住站東口方向的京成巴士，其他路線巴士與高速巴士、深夜急行巴士在西口巴士總站搭乘。主要有都營巴士、東武巴士中央、新日本觀光自動車路線。
1 - 4號乘車處在巴士總站內，5號乘車處在千住MILDIX旁，6號乘車處在巴士總站對向的千代田線2號出口前。由於5號乘車處分為相鄰的兩個位置，為了方便以"a" "b"區別。
以前，2 - 4號乘車處在站前通（KITA ROAD 1010）南側步道上發車。站前通北側步道上則有下車專用看板。
東口（電大口）自2013年3月25日起停靠往柳原醫院、東京未來大學、南千住站東口方向的京成巴士。

### 西口巴士總站
| 乘車處 | 系統   | 主要行經地                                         | 目的地                            | 運行公司 | 營業所 |
| ------ | ------ | -------------------------------------------------- | --------------------------------- | -------- | ------ |
| 1號    | 北47   | 千住車庫                                           | 足立區役所                        | ■都營    | 千住   |
| 1號    | 北47   | 千住車庫、足立區役所前                             | 竹之塚站                          | ■都營    | 千住   |
| 1號    | 北47   | 千住車庫、足立區役所前、竹之塚站                   | 足立清掃工場 ※班次少              | ■都營    | 千住   |
| 2號    | 北01   | 本木新道、興野公團住宅                             | 總持寺 (足立區)                   | ■東武    | 西新井 |
| 3號    | 端44   | 熊野前、田端站                                     | 駒込醫院                          | ■都營    | 千住   |
| 3號    | 王45   | 足立小台站、Heart Island西、新田橋                 | 王子站                            | ■都營    | 北     |
| 4號    | 北02   | 補助100號線（不經西新井站）                        | 西新井大師                        | ■東武    | 西新井 |
| 4號    | 北03   | 補助100號線、西新井站（西口）                      | 西新井大師                        | ■東武    | 西新井 |
| 4號    | 北04   | 補助100號線                                        | 西新井站（西口）                  | ■東武    | 西新井 |
| 4號    | 北05   | 足立六中入口、扇大橋站前                           | 江北站 ※班次少                    | ■東武    | 西新井 |
| 4號    | 北11   | 加平町、六町站                                     | 花畑車庫                          | ■東武    | 花畑   |
| 4號    | 北12   | 加平町                                             | 六町站                            | ■東武    | 花畑   |
| 4號    | 深夜13 | 足立區役所前、保木間町                             | 花畑團地 （僅平日）               | ■東武    | 花畑   |
| 5號a   | 千01   | 【春風第5彈】千住市場入口、千住大橋站、勝樂堂醫院※ | 北千住站西口循環                  | ■新日本  | -      |
| 5號b   | 宮03   | 【春風第8彈】足立小台站、小台町                    | 宮城、小台循環                    | ■新日本  | -      |
| 5號b   | 椿04   | 【春風第11彈】扇大橋站、江北橋下、堀之內公園       | 堀之內、椿循環/博慈會紀念綜合醫院 | ■新日本  | -      |
| 6號    | 鹿02   | 【春風第6彈】扇大橋站、江北四丁目、加賀二丁目      | 鹿濱五丁目團地                    | ■新日本  | -      |

※平日從千住大橋站方向到本站或是前往勝樂堂醫院前方向，在站前通（KITA ROAD 1010）上的巴士站「站前通」上下車較近。
- 深夜急行巴士
  - 午夜箭號久喜、東鷲宮（上野站（京成上野站前）始發）：經足立區役所前、草加站東口、新越谷站東口、越谷站東口、千間台站西口、春日部站西口、東武動物公園站、久喜站東口往東鷲宮站西口[18]※僅平日（東武巴士中央）
- 利木津巴士
  - 往羽田機場（第2航廈、第1航廈、國際線航廈）（東武巴士中央、京濱急行巴士共同運行）

### 東口（電大口）乘車處
- 京成巴士
  - 北千01　經京成關屋、柳原醫院、東京未來大學（日语：東京未来大学）、FRONTIER CITY（フロンティアシティ）往南千住站東口 ※僅平日
  - 北千02　經京成關屋、FRONTIER CITY往南千住站東口

## 相鄰車站
東日本旅客鐵道
 常磐線（快速）
- 臨時特急「舞孃」停車站

■特別快速
日暮里（JJ 02）－北千住（JJ 05）－松戶（JJ 06）
■■快速
南千住（JJ 04）－北千住（JJ 05）－松戶（JJ 06）
 東京地下鐵
 千代田線、 常磐線（各站停車）
- □特急浪漫特快「「地鐵箱根」「地鐵相模」」「地鐵江之島」「地鐵Homeway」總站（大手町方向）

■浪漫特快以外的車種（千代田線內為各站停車）
町屋（C 17）－北千住（C 18）－綾瀨（C 19）
 日比谷線
南千住（H 21）－北千住（H 22）－（東武晴空塔線）
 東武鐵道
 東武晴空塔線（伊勢崎線）
- ■特急「華嚴」「鬼怒」、■特急「兩毛」、■特急「Revaty華嚴」「Revaty鬼怒」「Revaty會津」「Revaty兩毛」、■特急「下野」「霧降」、■特急「Skytree Liner」「Urban Park Liner」停車站

■急行、■準急
曳舟（TS 04）－北千住（TS 09）－西新井（TS 13）
■區間急行、■區間準急（牛田側自此站起各站停車）
牛田（TS 08）－北千住（TS 09）－西新井（TS 13）
■普通
牛田（TS 08）/（日比谷線）－北千住（TS 09）－小菅（TS 10）
 首都圈新都市鐵道
 筑波快線
■快速（南千住側自此站起各站停車） 
南千住（TX04）－北千住（TX05）－南流山（TX10）
■區間快速（平日早上繁忙時間上行以外列車）
南千住（TX04）－北千住（TX05）－八潮（TX08）
■區間快速（平日早上繁忙時間上行列車）、■通勤快速（只限平日下行運行）
南千住（TX04）－北千住（TX05）－六町（TX07）
■普通
南千住（TX04）－北千住（TX05）－青井（TX06）

### 來源
JR、私鐵、地下鐵1日平均使用人次
1. ↑  各駅の乗車人員 （页面存档备份，存于） - JR東日本
2. 1 2  各駅の乗降人員ランキング （页面存档备份，存于） - 東京地下鉄
3. ↑  駅情報（乗降人員） （页面存档备份，存于） - 東武鉄道
4. ↑  乗車人員 （页面存档备份，存于） - つくばエクスプレス

JR東日本1999年度以後上車人次
1. ↑  各駅の乗車人員（1999年度） （页面存档备份，存于） - JR東日本
2. ↑  各駅の乗車人員（2000年度） （页面存档备份，存于） - JR東日本
3. ↑  各駅の乗車人員（2001年度） （页面存档备份，存于） - JR東日本
4. ↑  各駅の乗車人員（2002年度） （页面存档备份，存于） - JR東日本
5. ↑  各駅の乗車人員（2003年度） （页面存档备份，存于） - JR東日本
6. ↑  各駅の乗車人員（2004年度） （页面存档备份，存于） - JR東日本
7. ↑  各駅の乗車人員（2005年度） （页面存档备份，存于） - JR東日本
8. ↑  各駅の乗車人員（2006年度） （页面存档备份，存于） - JR東日本
9. ↑  各駅の乗車人員（2007年度） （页面存档备份，存于） - JR東日本
10. ↑  各駅の乗車人員（2008年度） （页面存档备份，存于） - JR東日本
11. ↑  各駅の乗車人員（2009年度） （页面存档备份，存于） - JR東日本
12. ↑  各駅の乗車人員（2010年度） （页面存档备份，存于） - JR東日本
13. ↑  各駅の乗車人員（2011年度） （页面存档备份，存于） - JR東日本
14. ↑  各駅の乗車人員（2012年度） （页面存档备份，存于） - JR東日本
15. ↑  各駅の乗車人員（2013年度） （页面存档备份，存于） - JR東日本
16. ↑  各駅の乗車人員（2014年度） （页面存档备份，存于） - JR東日本
17. ↑  各駅の乗車人員（2015年度） （页面存档备份，存于） - JR東日本
18. ↑  各駅の乗車人員（2016年度） （页面存档备份，存于） - JR東日本
19. ↑  各駅の乗車人員（2017年度） （页面存档备份，存于） - JR東日本
20. ↑  各駅の乗車人員（2018年度） （页面存档备份，存于） - JR東日本
21. ↑  各駅の乗車人員（2019年度） （页面存档备份，存于） - JR東日本

JR、私鐵、地下鐵統計資料
1. 1 2  各種報告書 （页面存档备份，存于） - 関東交通広告協議会
2. 1 2 3 4  数字で見る足立 （页面存档备份，存于） - 足立区

東京府統計書
1. ↑  .   [2019-01-07]. （原始内容存档于2019-07-01）.
2. ↑  .   [2019-01-07]. （原始内容存档于2019-07-01）.
3. ↑  .   [2019-01-07]. （原始内容存档于2019-07-01）.
4. ↑  .   [2019-01-07]. （原始内容存档于2019-07-01）.
5. ↑  .   [2019-01-07]. （原始内容存档于2019-07-01）.
6. ↑  .   [2019-01-07]. （原始内容存档于2019-07-01）.
7. ↑  .   [2019-01-07]. （原始内容存档于2019-07-01）.
8. ↑  .   [2019-01-07]. （原始内容存档于2019-07-01）.
9. ↑  .   [2019-01-07]. （原始内容存档于2019-02-21）.
10. ↑  .   [2019-01-07]. （原始内容存档于2019-02-21）.
11. ↑  .   [2019-01-07]. （原始内容存档于2019-07-01）.
12. ↑  .   [2019-01-07]. （原始内容存档于2019-02-21）.
13. ↑  .   [2019-01-07]. （原始内容存档于2019-02-21）.
14. ↑  .   [2019-01-07]. （原始内容存档于2019-02-21）.
15. ↑  .   [2019-01-07]. （原始内容存档于2019-02-21）.
16. ↑  .   [2019-01-07]. （原始内容存档于2019-02-21）.
17. ↑  .   [2019-01-07]. （原始内容存档于2019-02-21）.
18. ↑  .   [2019-01-07]. （原始内容存档于2019-02-21）.
19. ↑  .   [2019-01-07]. （原始内容存档于2019-02-21）.
20. ↑  .   [2019-01-07]. （原始内容存档于2019-01-23）.
21. ↑  .   [2019-01-07]. （原始内容存档于2019-01-23）.
22. ↑  .   [2019-01-07]. （原始内容存档于2019-02-21）.
23. ↑  .   [2019-01-07]. （原始内容存档于2019-02-21）.
24. ↑  .   [2019-01-07]. （原始内容存档于2019-02-21）.
25. ↑  .   [2019-01-07]. （原始内容存档于2019-02-21）.
26. ↑  .   [2019-01-07]. （原始内容存档于2019-02-21）.
27. ↑  .   [2019-01-07]. （原始内容存档于2019-02-20）.
28. ↑  .   [2019-01-07]. （原始内容存档于2019-02-20）.
29. ↑  .   [2019-01-07]. （原始内容存档于2019-02-20）.
30. ↑  .   [2019-01-07]. （原始内容存档于2019-02-20）.
31. ↑  .   [2019-01-07]. （原始内容存档于2019-02-20）.
32. ↑  .   [2019-01-07]. （原始内容存档于2019-02-20）.
33. ↑  .   [2019-01-07]. （原始内容存档于2019-02-19）.
34. ↑  .   [2019-01-07]. （原始内容存档于2019-02-19）.
35. ↑  .   [2019-01-07]. （原始内容存档于2019-02-19）.

東京都統計年鑑
1. ↑  昭和28年PDF - 13ページ
2. ↑  昭和29年PDF - 10ページ
3. ↑  昭和30年PDF - 10ページ
4. ↑  昭和31年PDF
5. ↑  昭和32年PDF
6. ↑  昭和33年PDF
7. ↑  .   [2017-03-19]. （原始内容存档于2016-03-05）.
8. ↑  .   [2017-03-19]. （原始内容存档于2016-03-05）.
9. ↑  .   [2017-03-19]. （原始内容存档于2015-06-29）.
10. ↑  .   [2017-03-19]. （原始内容存档于2015-06-29）.
11. ↑  .   [2017-03-19]. （原始内容存档于2015-06-29）.
12. ↑  .   [2017-03-19]. （原始内容存档于2015-06-29）.
13. ↑  .   [2017-03-19]. （原始内容存档于2016-03-05）.
14. ↑  .   [2017-03-19]. （原始内容存档于2016-03-05）.
15. ↑  .   [2017-03-19]. （原始内容存档于2016-03-05）.
16. ↑  .   [2017-03-19]. （原始内容存档于2016-03-05）.
17. ↑  .   [2017-03-19]. （原始内容存档于2016-03-05）.
18. ↑  .   [2017-03-19]. （原始内容存档于2016-03-05）.
19. ↑  .   [2017-03-19]. （原始内容存档于2015-06-29）.
20. ↑  .   [2017-03-19]. （原始内容存档于2015-06-29）.
21. ↑  .   [2017-03-19]. （原始内容存档于2015-06-29）.
22. ↑  .   [2017-03-19]. （原始内容存档于2016-03-05）.
23. ↑  .   [2017-03-19]. （原始内容存档于2016-06-02）.
24. ↑  .   [2017-03-19]. （原始内容存档于2015-06-29）.
25. ↑  .   [2017-03-19]. （原始内容存档于2016-03-05）.
26. ↑  .   [2017-03-19]. （原始内容存档于2015-06-29）.
27. ↑  .   [2017-03-19]. （原始内容存档于2016-03-05）.
28. ↑  .   [2017-03-19]. （原始内容存档于2016-03-05）.
29. ↑  .   [2017-03-19]. （原始内容存档于2016-03-05）.
30. ↑  .   [2017-03-19]. （原始内容存档于2015-06-29）.
31. ↑  .   [2017-03-19]. （原始内容存档于2015-06-29）.
32. ↑  .   [2017-03-19]. （原始内容存档于2015-06-29）.
33. ↑  .   [2017-03-19]. （原始内容存档于2016-03-05）.
34. ↑  .   [2017-03-19]. （原始内容存档于2016-03-05）.
35. ↑  .   [2017-03-19]. （原始内容存档于2015-06-29）.
36. ↑  .   [2017-03-19]. （原始内容存档于2016-03-05）.
37. ↑  .   [2017-03-19]. （原始内容存档于2016-03-05）.
38. ↑  .   [2017-03-19]. （原始内容存档于2016-03-05）.
39. ↑  .   [2017-03-19]. （原始内容存档于2016-03-05）.
40. ↑  平成4年
41. ↑  平成5年
42. ↑  平成6年
43. ↑  平成7年
44. ↑  平成8年
45. ↑  .   [2017-03-19]. （原始内容存档于2016-03-04）.
46. ↑  平成10年PDF
47. ↑  平成11年PDF
48. ↑  .   [2017-03-19]. （原始内容存档于2016-03-04）.
49. ↑  .   [2017-03-19]. （原始内容存档于2016-03-04）.
50. ↑  .   [2017-03-19]. （原始内容存档于2017-07-29）.
51. ↑  .   [2017-03-19]. （原始内容存档于2017-07-29）.
52. ↑  .   [2017-03-19]. （原始内容存档于2017-07-29）.
53. ↑  .   [2017-03-19]. （原始内容存档于2017-07-29）.
54. ↑  .   [2017-03-19]. （原始内容存档于2017-07-29）.
55. ↑  .   [2017-03-19]. （原始内容存档于2017-07-29）.
56. ↑  .   [2017-03-19]. （原始内容存档于2017-07-29）.
57. ↑  .   [2017-03-19]. （原始内容存档于2016-03-26）.
58. ↑  .   [2017-03-19]. （原始内容存档于2016-03-27）.
59. ↑  .   [2017-03-19]. （原始内容存档于2016-03-25）.
60. ↑  .   [2017-03-19]. （原始内容存档于2016-03-27）.
61. ↑  .   [2017-03-19]. （原始内容存档于2016-03-22）.
62. ↑  .   [2017-03-19]. （原始内容存档于2017-07-30）.
63. ↑  .   [2017-08-02]. （原始内容存档于2018-11-09）.
64. ↑  .   [2019-01-07]. （原始内容存档于2019-05-02）.
65. ↑  .   [2019-06-16]. （原始内容存档于2019-12-03）.
66. ↑  .   [2020-07-29]. （原始内容存档于2020-08-04）.

## 外部連結
- 車站資訊（北千住）：東日本旅客鐵道
- 北千住（車站資訊） - 東武鐵道
- 北千住/H22/C18 | 路線・車站資訊 | 東京地下鐵
- 北千住站 | 車站資訊、路線圖 | 筑波快線（页面存档备份，存于）